# Cathédrale Saint-Just-et-Saint-Pasteur de Narbonne
Pour les articles homonymes, voir Saint-Just.
La cathédrale Saint-Just-et-Saint-Pasteur de Narbonne est le monument le plus prestigieux de la ville de Narbonne. Elle a rang de cocathédrale du diocèse de Carcassonne et Narbonne. Caractéristique du style gothique méridional, elle a remplacé des lieux de culte édifiés au centre de la ville dès le IVe siècle. Sa particularité réside dans le fait qu'elle est inachevée (seul le chœur est présent) et que sa hauteur sous voûte en fait la quatrième plus haute de France (41 m sous voûte, après Beauvais à 48 m et Amiens et Metz à 42 m). Ce monument, presque disproportionné au regard du reste de la ville, fut l'un des chantiers les plus ambitieux de la France médiévale et l'une des œuvres les plus savantes du début du XIVe siècle.
Cet édifice fait l’objet d’un classement au titre des monuments historiques par la liste de 1840. Le cloître fait l’objet d’un classement au titre des monuments historiques depuis le 18 avril 1914. Un ensemble de sites archéologiques attenants fait l’objet d’un classement au titre des monuments historiques depuis le 8 juillet 1937.

## Historique

### Les origines

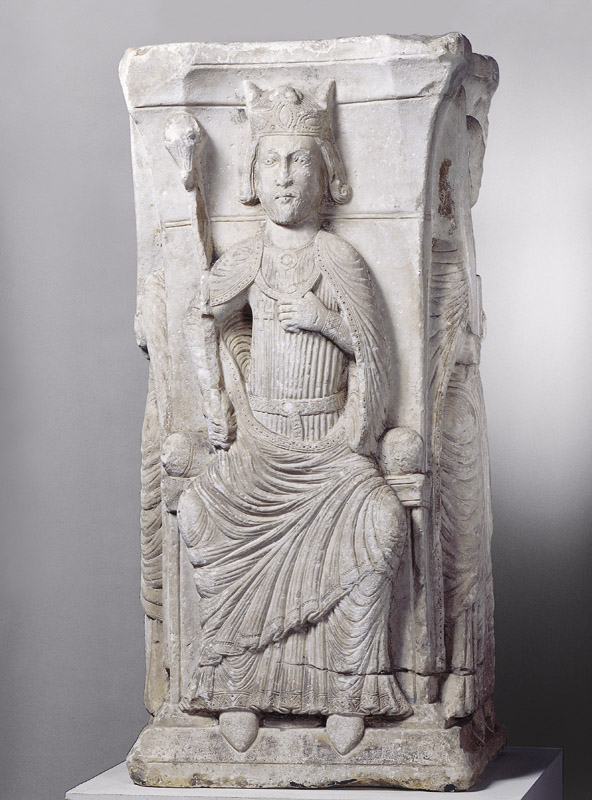
Pilier datant de la fin du XIIe siècle représentant Dieu, la Vierge à l'Enfant et deux martyrs, conservé au musée des Augustins de Toulouse.

La cathédrale de Narbonne se situe au cœur de la ville actuelle ; cependant, au Moyen Âge, elle se trouvait en bordure des remparts. Cet emplacement est issu d'une longue « sédimentation » de lieux de culte. Approximativement sur le même emplacement fut construite initialement une basilique constantinienne, élevée peu après l'édit de 313 autorisant le culte chrétien. Elle fut détruite par un incendie en 441, et il fallut 37 jours pour démolir ce que le feu avait épargné. Une basilique latine suivit, construite en quatre ans par l'évêque Rustique, que le préfet des Gaules, Marcellus, encouragea dans son entreprise. La basilique fut terminée le 29 novembre 445.
Une peinture, probablement d'origine orientale, de l'église primitivement dédiée à saint Genès, montre un christ imberbe, ceint seulement du subligaculum, pagne d'athlète typique de l'Antiquité romaine. Cette figure du crucifié quasi nu, de type hellénistique, va disparaître au cours du VIe siècle. Grégoire de Tours raconte en 593 dans son De Gloria Martyrium que le Christ apparut en songe par trois fois à un prêtre nommé Basil, pour en dénoncer la nudité et le menacer de mort s'il ne la couvrait pas.
Dans l'atrium de l'église Saint-Rustique, la présence de vestiges musulmans suggère qu'une mosquée aurait été construite par les Arabes Omeyyades entre 719 et 759, lors de la présence sarrasine en France.
En 782 l'église fut désormais consacrée aux jeunes martyrs espagnols Just et Pasteur. Les vestiges en sont deux colonnes romaines du forum réemployées pour la nef (visible dans le cloître) ; le linteau avec dédicace ; un édicule de marbre blanc (visible au musée lapidaire).
Une cathédrale préromane carolingienne fut construite en 890 par l'archevêque Théodard, mort le 1er mai 893. Il en subsiste le clocher dit « clocher de Théodard », en grande partie restauré, visible du cloître. Malgré l'aide apportée par trois papes, cette église tomba en ruine.
La construction de la cathédrale gothique fut un acte politique, décidé en 1268 par le pape Clément IV, ancien archevêque de Narbonne. Ce sera, dit-il, une œuvre faite à l'instar des magnifiques cathédrales du royaume de France. La première pierre de l'église actuelle fut posée par l'archevêque Maurin le 13 avril 1272, dans les fondements de l'actuelle chapelle Sacré-Cœur. L'édification de la cathédrale Saint-Just et Saint-Pasteur fut projetée dès 1264 mais ne débuta qu'en 1272, et le chœur fut achevé en 1332.

### Les maîtres d'œuvre

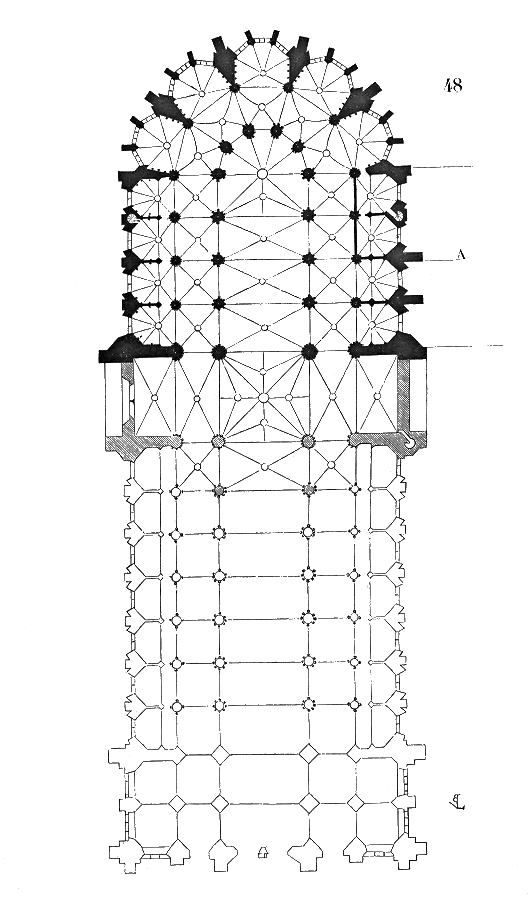
Plan de la partie réalisée et du projet supposé par Eugène Viollet-le-Duc

Cet édifice, établi sur le même plan directeur que les cathédrales de Clermont et Limoges, semble avoir eu le même architecte, Jean Deschamps. De son contrat d'embauche de 1286, il ressort que le contractant signataire avait dû au préalable solliciter l'accord de MM. les prévôts, responsables de la construction. Cette hypothèse ne convainc pas tous les historiens. Certains considèrent que cette trace est bien trop tardive pour attribuer à Jean Deschamps la conception de plans retenus depuis longtemps et d'un chantier déjà bien avancé. Il y a donc deux possibilités : 
– soit Jean Deschamps travaillait déjà sur le projet de la cathédrale, mais avec une autre fonction ;
– soit Jean des Champs, cité ici, n'est pas la même personne que celle qui a construit la cathédrale de Clermont-Ferrand.
La plus grande partie des collatéraux fut élevée de 1295 à 1309, par Dominique de Fauran. Son fils Jacques de Fauran (1309-1336) établit le premier étage des tours et termina la construction du chevet. Ralentis, les travaux furent continués par Raymond Aicard (1336-1349) qui posa les fondations du transept et commença deux portails latéraux aux extrémités de ce transept. Pierre Daniel de Carcassonne et Louis Richecler (1349 à 1354), travaillèrent au transept et aux étages supérieurs des tours. Plus tard, celles-ci furent restaurées, partiellement détruites par un incendie en 1405. La tour nord fut réparée par l'archevêque François de Conzié et le chapitre.

### L'église à Narbonne
Narbonne a possédé un évêque métropolitain dès le début du IIIe siècle, époque de l'arrivée du premier d'entre eux, saint Paul de Narbonne. À la demande de Charlemagne, le pape Léon III éleva en 810 le siège épiscopal de Narbonne au titre d'archevêché. Deux archevêques, Guy Foulquoy au XIIIe siècle et Jules, cardinal de Médicis au XIVe siècle, devinrent papes sous les noms de Clément IV et Clément VII. L'archevêché de Narbonne a subsisté jusqu'au concordat de 1801 où il est supprimé.
De 1822 et 2006, l'archevêque de Toulouse est autorisé à reprendre le titre archiépiscopal de Narbonne. Le cardinal Saliège fut le dernier archevêque de Toulouse à prendre possession du siège.[réf. nécessaire] Le 14 juin 2006, la ville a été rattachée au diocèse de Carcassonne.

### Pour quelles raisons la cathédrale est-elle inachevée?
La cathédrale devait avoir la forme d'une croix latine. Il est facile de remarquer que seul le chœur (la tête de la croix) est terminé et que le transept (les bras de la croix) est à peine commencé, ainsi que la nef (pieds de la croix).
Les raisons de cet inachèvement sont :
- Le manque de ressources, mais cette raison n'est pas la plus importante ;
- L'hostilité des Consuls. Cette deuxième raison fut déterminante comme nous allons le voir lors du procès ;
- La reprise de la guerre de Cent Ans. En 1355, le Prince Noir a assiégé la ville, montrant que les remparts étaient nécessaires ;
- Les désastres accumulés par la ville au cours du XIVe siècle, comme la peste (1348 à 1355), démoralisant la cité et accumulant les ruines et deuils, ou bien la chevauchée du prince de Galles.

Ces événements avaient conduit à réévaluer l'intérêt des fortifications. Les villes se hâtaient de réparer leurs vieilles murailles, ou d'en élever de nouvelles. À cette occasion plus d'un conflit éclata entre les diverses prétentions des évêques, seigneurs et consuls qui se partageaient la juridiction et l'autorité. Or, les nouvelles constructions allaient buter contre le mur d'enceinte de la cité et il était impossible d'élever le même transept sans ouvrir une brèche dans le vieux rempart préwisigothique du Ve siècle. Mais les consuls qui prétendaient être les propriétaires du rempart s'efforcèrent aussi de faire valoir leurs droits. Il en résulta un conflit juridique.

#### Le procès entre le chapitre et les consuls
En 1925, l'abbé Sigal publie une étude détaillée de l'affrontement entre les consuls de la ville de Narbonne et le chapitre au sujet de l'achèvement de la construction de la cathédrale de Narbonne. Les consuls de Narbonne qui, en 1344, étaient déjà en guerre ouverte avec l'archevêque à propos de la démolition de la tour du Capitole, s'opposèrent à toute entreprise du chapitre lorsqu'il voulut en 1345, toucher aux murs de la cité. Décidés, malgré cette opposition, à poursuivre l'achèvement de la cathédrale, les chanoines en appelèrent à l'autorité du roi. Alors commença, en 1345, cette lutte qui, coupée de longues trêves, de plaidoirie en plaidoirie, devait se prolonger huit ans et cesser brusquement en 1354. L'épilogue en effet n'eut lieu qu'en 1361. La paix se fit alors entre le consulat et le chapitre. Celui-ci obtint d'adosser aux fortifications toujours intactes le cloître qu'il allait construire. Mais le prix de la paix fut la cathédrale inachevée.

#### La Fille du Nord déguisée en méridionale
Selon Viviane Paul, un autre compromis expliquerait la configuration de la cathédrale narbonnaise, quatrième église à avoir été construite sur le site : « La cathédrale de Narbonne n'a jamais été une construction directement transplantée du Nord au Sud, mais plutôt dès le début, le résultat d'un compromis, d'un jeu d'équilibre entre forme du Nord et du Sud. Si le modèle est venu du Nord, le goût des commanditaires locaux pour l'architecture du Midi a été respecté d'une manière significative. Narbonne ressemble, dès l'origine, à une fille du Nord déguisée en méridionale. »

### Projets de finalisation

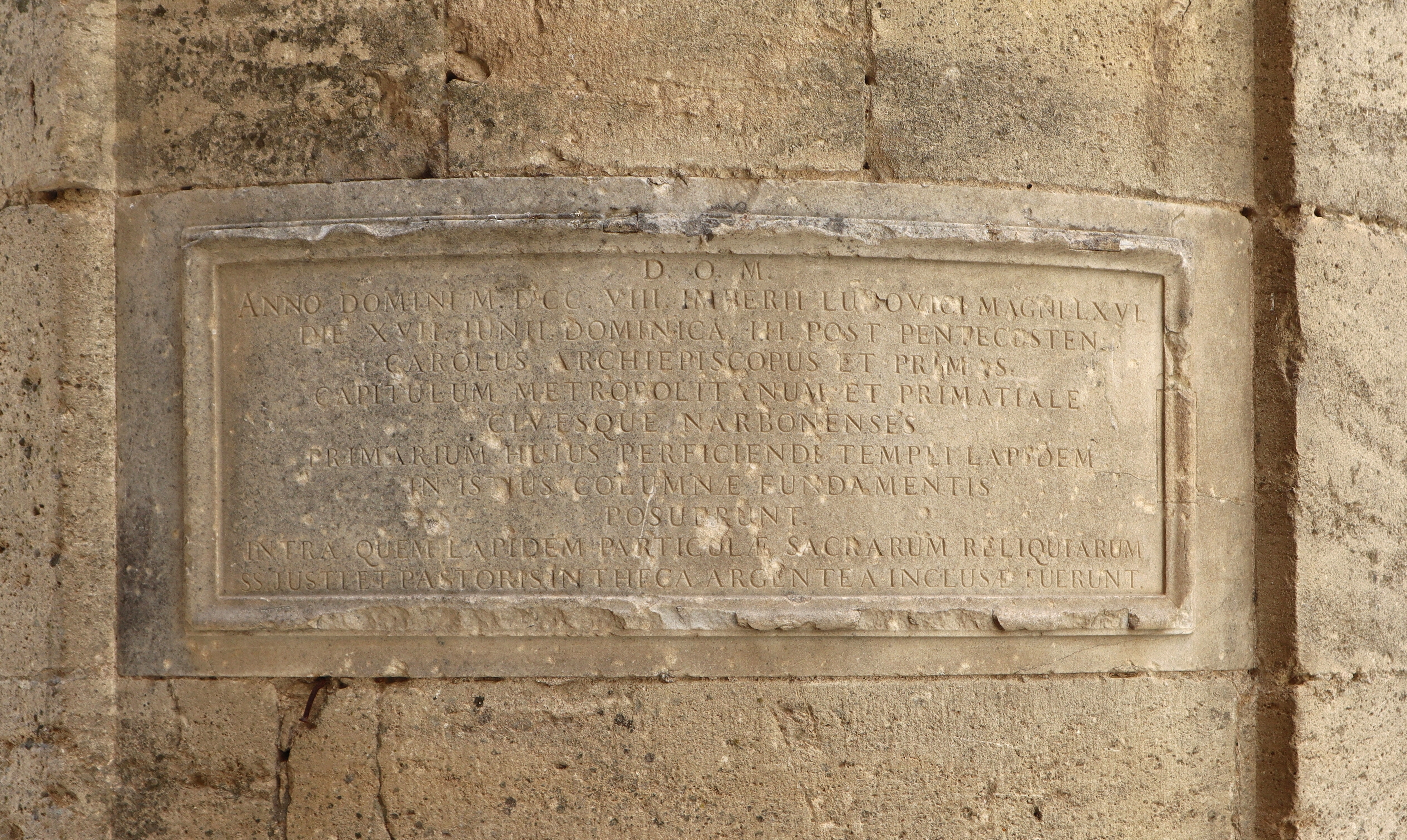
Plaque commémorative (1708) de la pose de la pierre fondamentale de la nouvelle nef «Saint-Eutrope» par archevêque Charles Le Goux de la Berchère.

Comme nous venons de le voir, la construction s'arrête progressivement au milieu du XIVe siècle. Cependant, au cours des siècles qui suivent, trois tentatives sont faites pour terminer l'édifice :
- En 1514, l'archevêque Guillaume Briçonnet, fait abattre les anciennes murailles qui passent entre les constructions dénommées actuellement (depuis 1708) Cour Saint Eutrope et le bâtiment qui était récemment encore la chapelle des Pénitents Bleus, après avoir été celle des templiers hors les murs. Lorsque l'enceinte fut élargie, l'emplacement devient la propriété des archevêques de Narbonne. Mais monseigneur Briçonnet décéda le 14 décembre 1514.
- En 1708, l'archevêque Charles Le Goux de La Berchère reprend les projets du chapitre et fait élever, dans un gothique modifié par l'esthétique classique, les chapelles extérieures que l'on appelle bâtiment de Saint-Eutrope. À la mort de l'archevêque, le 2 juin 1719, les travaux sont suspendus. Son successeur, l'archevêque René de Beauvau, y consacre quelques sommes à partir de 1722, puis ils sont à nouveau abandonnés.
- Enfin, en 1840, Viollet-le-Duc, entreprend de couronner l'œuvre du XVIIIe siècle, par un porche fortifié, mais des dissensions avec le Conseil de Fabrique l'éloignent de Narbonne au bout de quelques mois, et les travaux de la cathédrale sont demeurés depuis en suspens.

## Description de la cathédrale
L'édification de la cathédrale est un des projets les plus ambitieux du royaume de France du XIIIe siècle. Saint-Just possède un chœur aux dimensions imposantes : 40 m de large, 60 m de long, pour un vaisseau central de 15,20 m de large. Les voûtes s'élèvent à 41 m de hauteur ; seules celles de Beauvais (48 m) d'Amiens et Metz (42 m) présentent une hauteur supérieure. À l'extérieur même originalité dans l'établissement des vastes terrasses sur l'abside, la galerie fortifiée qui relie le sommet des culées, la finesses des arcs-boutants à deux étages et à double volée. Enfin la  de l'appareil, dont les assises sont réglées de hauteur, la perfection des voûtes, le solide équilibre de ces masses articulées, font de la cathédrale de Narbonne une des œuvres les plus savantes du début du XIVe siècle.

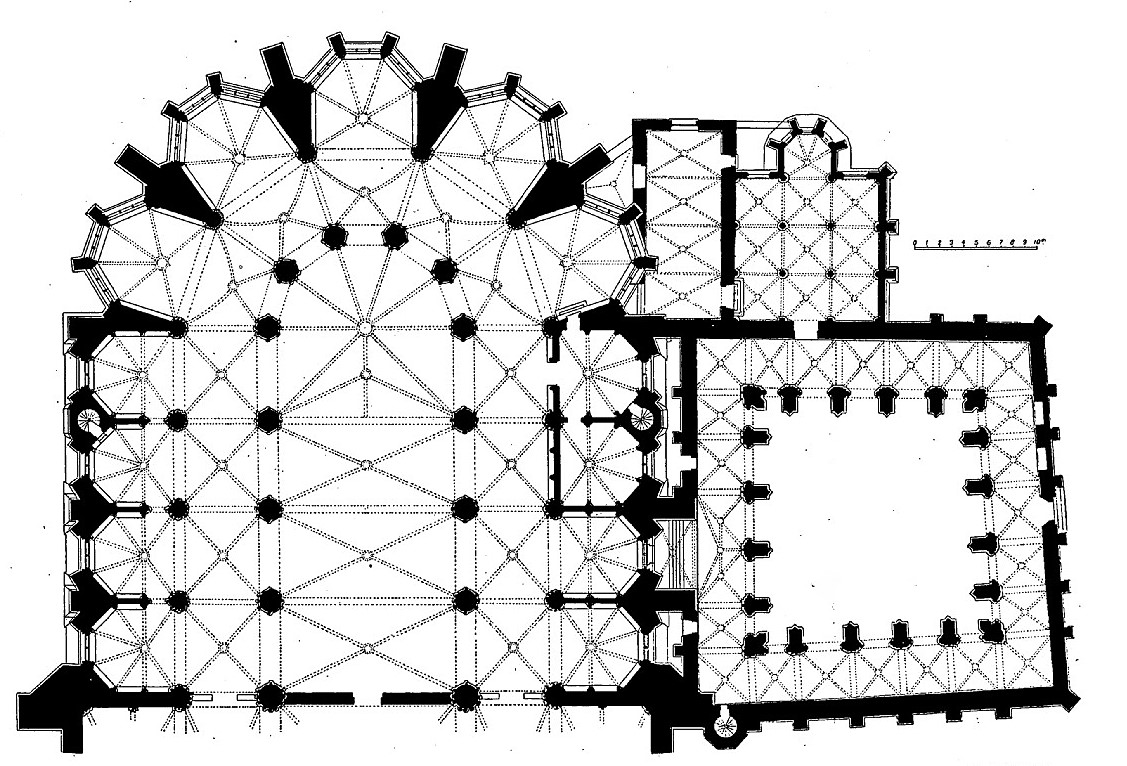
Vue en plan du chœur et du cloître Congrès archéologique de France 1906 par Henri Nodet (1855-1941)
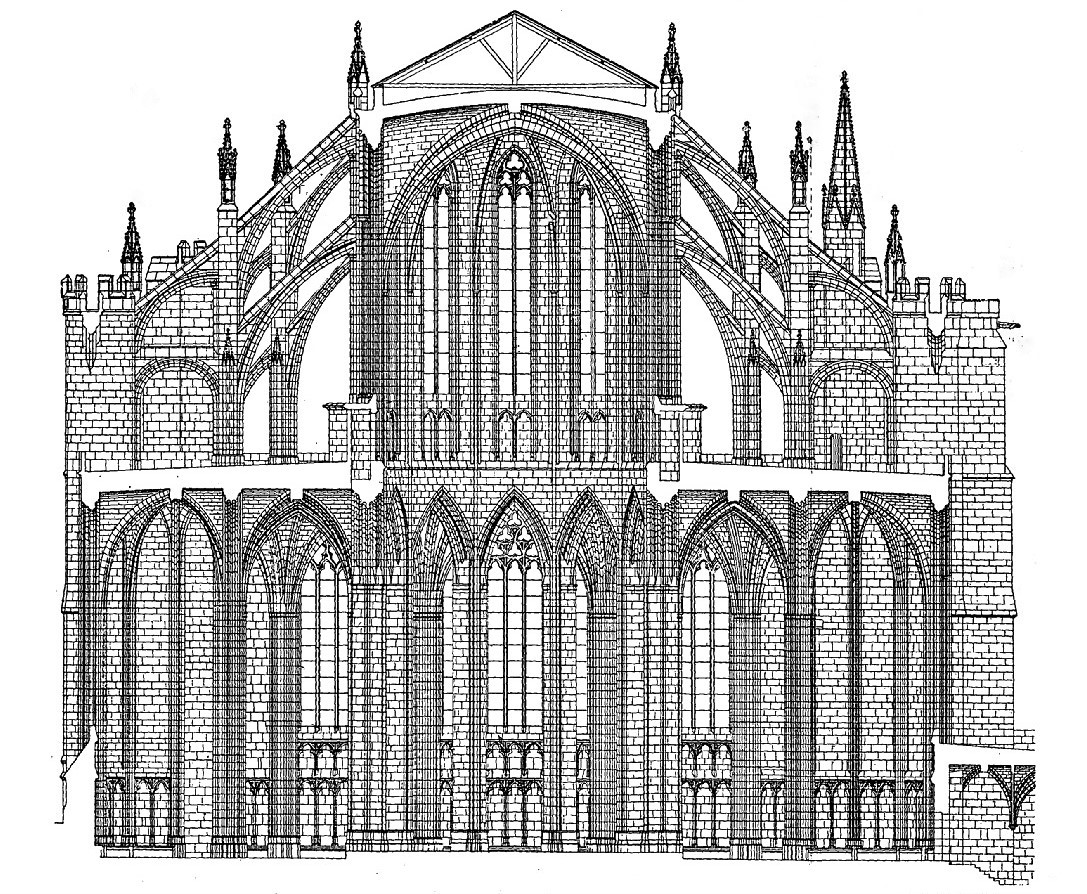
Coupe transversale du chœur par Henri Nodet (1855-1941)
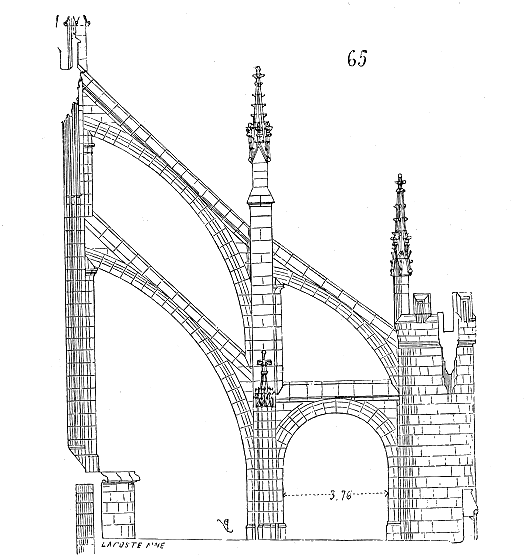
Détail d'un arc-boutant, par Eugène Viollet-le-Duc
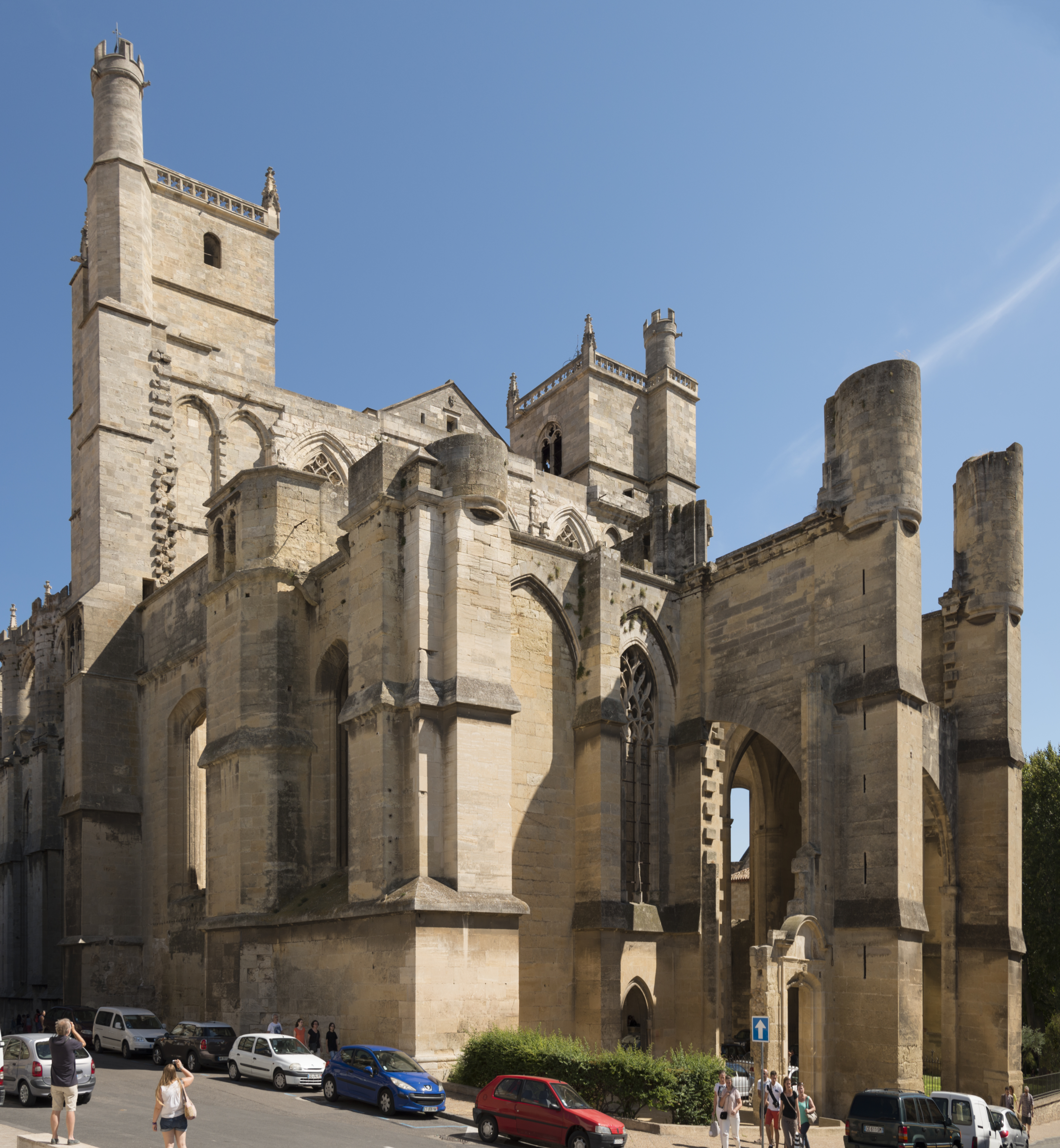
L'exposition Nord Ouest

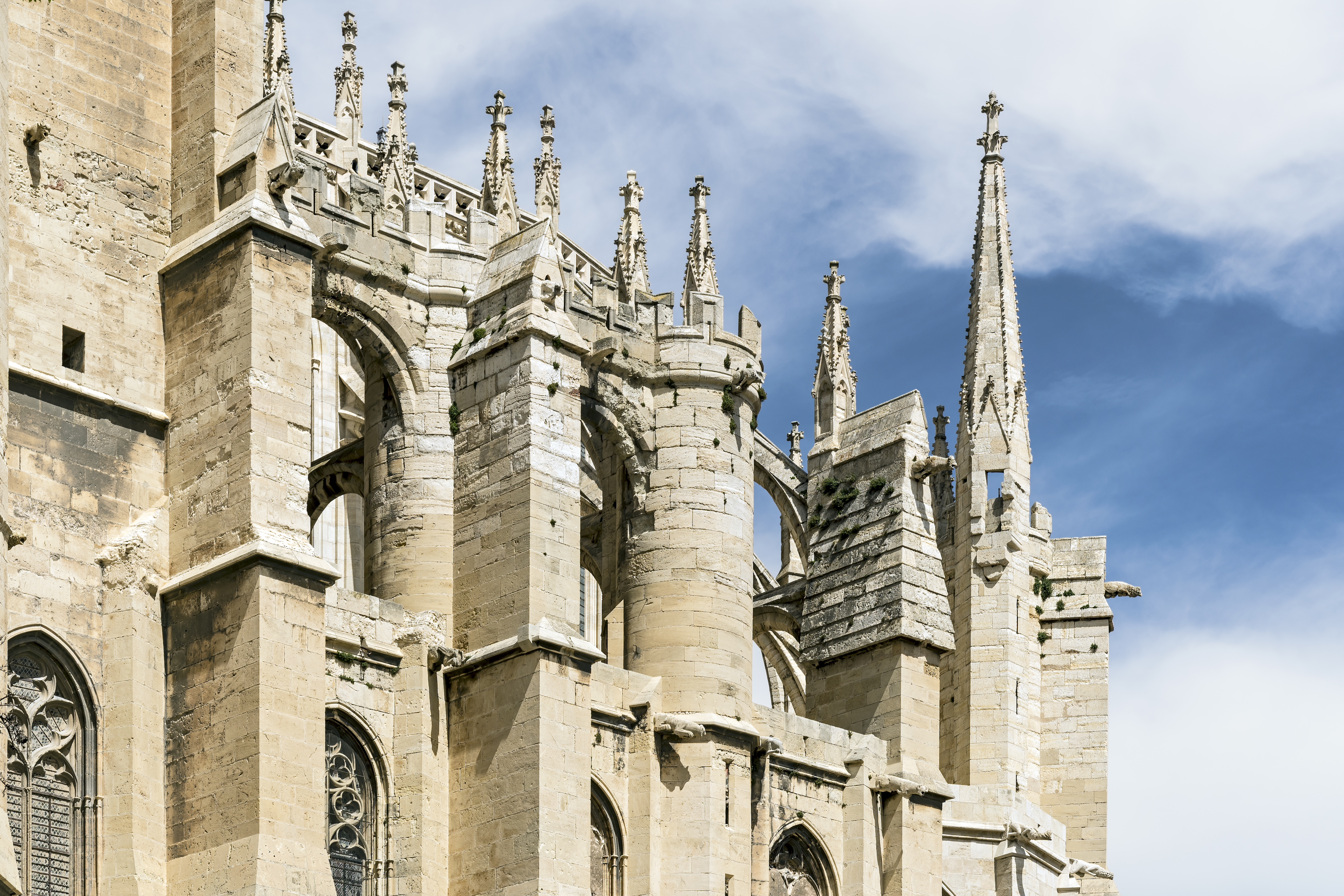
Arcs-boutants
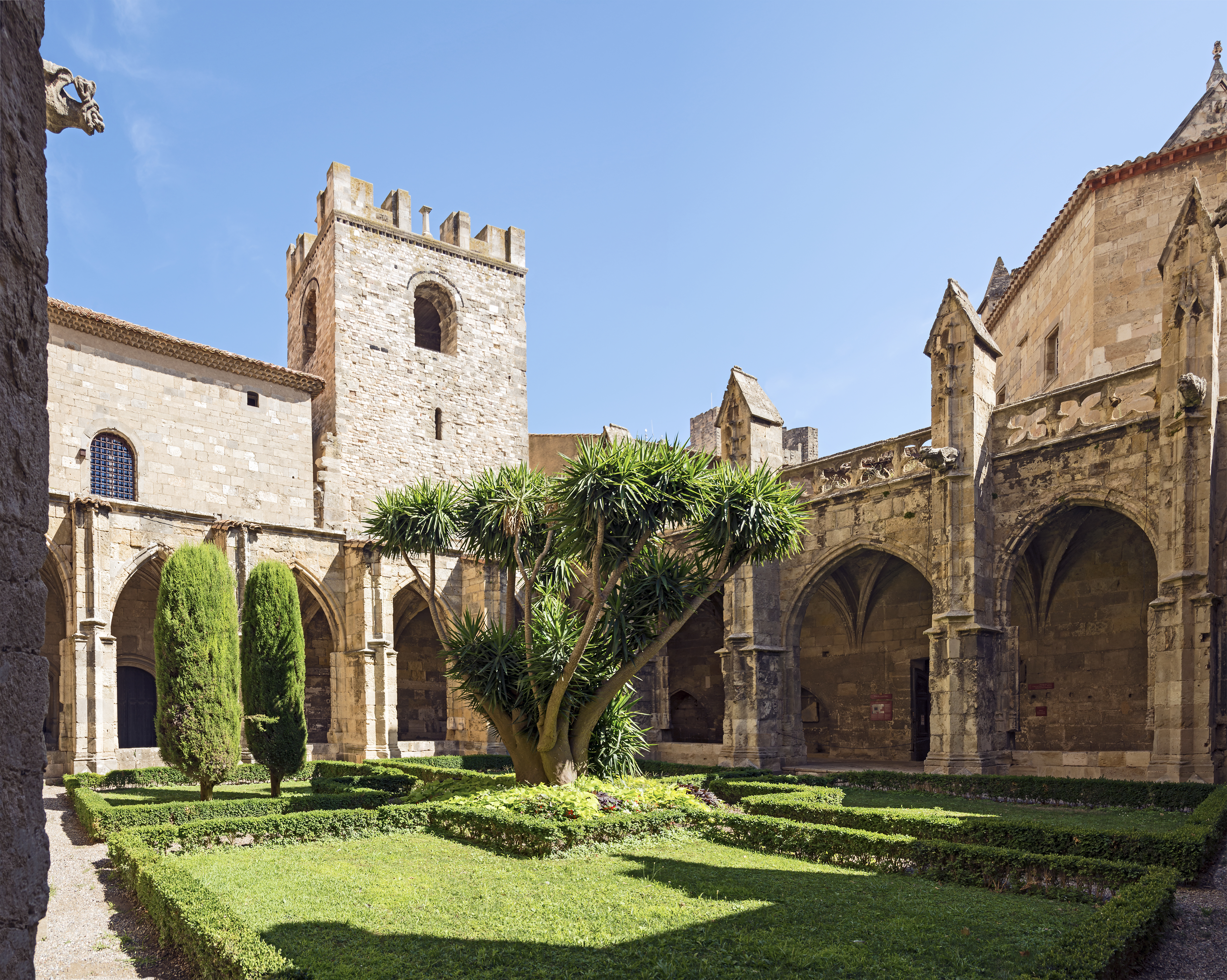
Le cloître et le clocher de l'église de Thèodard
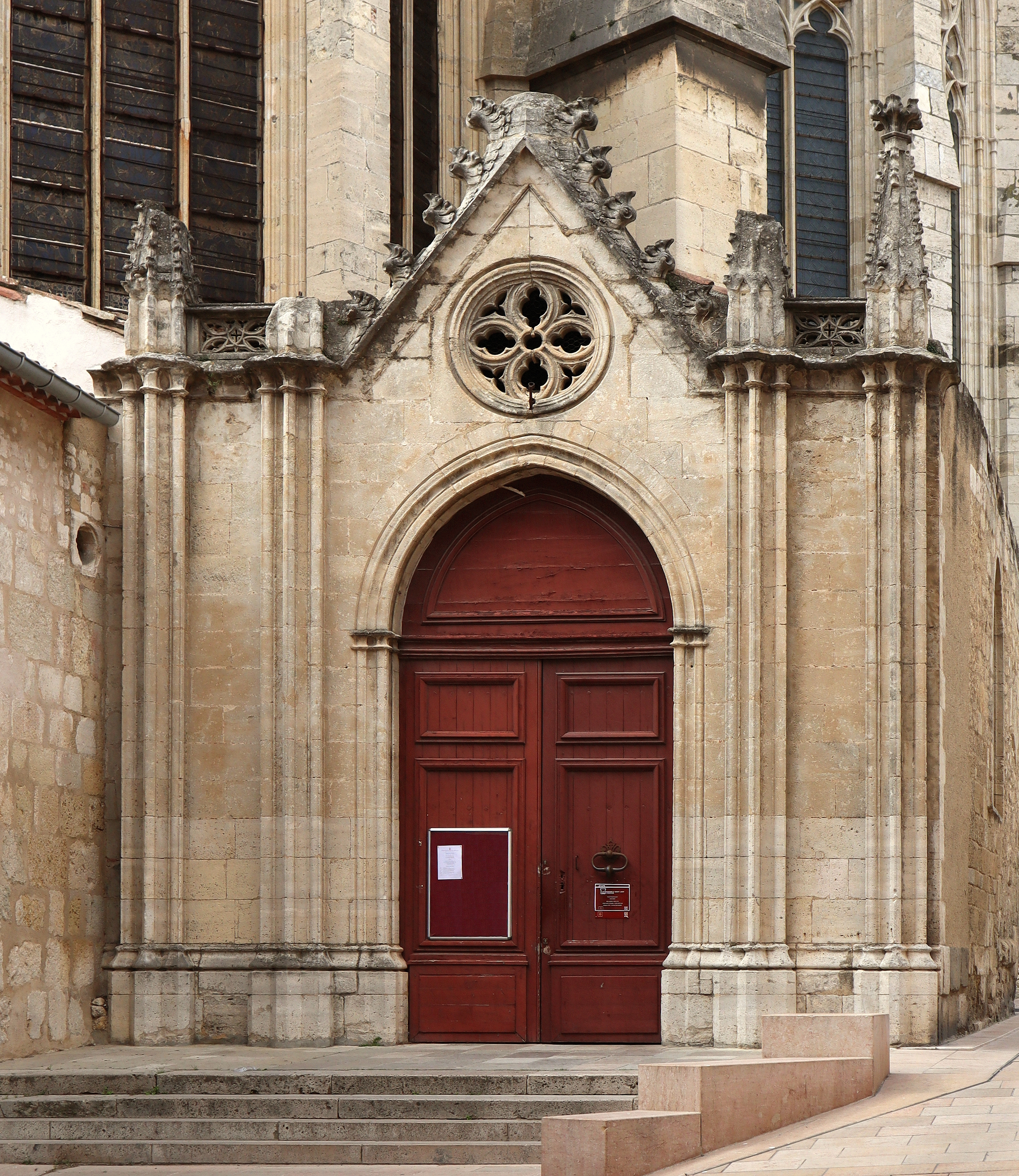
Le portail

## L'extérieur

### Le cloître
Bâti de 1349 à 1417 sur l'emplacement de la cathédrale carolingienne, dont le clocher (Clocher de l'église de Théodard) subsiste encore. Le cloître, est adossé à l'enceinte du Ve siècle et relié au palais archiépiscopal, reçut un commencement de fortifications. Ses quatre galeries, très homogènes, sont encadrées par de grandes arcades qui devaient recevoir un remplage et des meneaux. Elles sont couronnées, en partie, d'une balustrade quadrilobée. Ses contreforts sont ornés de curieuses gargouilles et chargés d'un pinacle flamboyant.

### La cour Saint-Eutrope
La cour Saint-Eutrope, faisant suite au chœur gothique de la cathédrale, correspond au transept de l'église. Elle est délimitée à l'ouest par l'amorce de la nef qui devait à l'origine comporter cinq chapelles pentagonales de chaque côté et dont deux seulement ont été élevées. L'édifice achevé aurait avoisiné les cent-vingt mètres de longueur.
Vers 1340 sont réalisées les parties basses du bras nord du transept, décelables à la teinte plus claire de la pierre. La poursuite des travaux exige que l'on abatte une section de l'enceinte fortifiée d'origine antique. Les consuls de Narbonne s'y opposant, il s'ensuit un long procès.
L'abandon du projet initial est lié à plusieurs facteurs. L’épidémie de peste de 1348, le raid d'Édouard de Woodstock dit le prince Noir en 1355 ont eu des répercussions sur le développement économique de la région, mais, à plus long terme, c'est l'ensablement du port fluvial de Narbonne qui mettra fin au projet. En 1840, Viollet-le-Duc tentera brièvement de le relancer par la réalisation d'un porche fortifié

## L'intérieur

### Les chapelles absidales
Les chapelles, au nombre de cinq, sont toutes contiguës de même dimension et de forme polygonale. 

#### La chapelle Saint-Martin
Elle abrite des reliques de saint Martin à gauche de l'autel. Le centre du retable est orné d'un tableau de Carle van Loo, La Résurrection de Lazare, copie de l'œuvre de Sebastiano del Piombo commandée par Jules de Médicis, cardinal-archevêque de Narbonne devenu pape sous le nom de Clément VII.  Vers 1720, le Régent décide de l'inclure dans ses collections et envoie en dédommagement la copie de Van Loo. Ce tableau est inscrit au titre des monuments historiques. De part et d'autre de l'autel, se trouvent les statues de saint Augustin et de saint Ambroise. Depuis 2007, le corps d'Arthur Richard Dillon, dernier archevêque et primat de Narbonne et dernier président-né des États du Languedoc, repose devant l'autel.

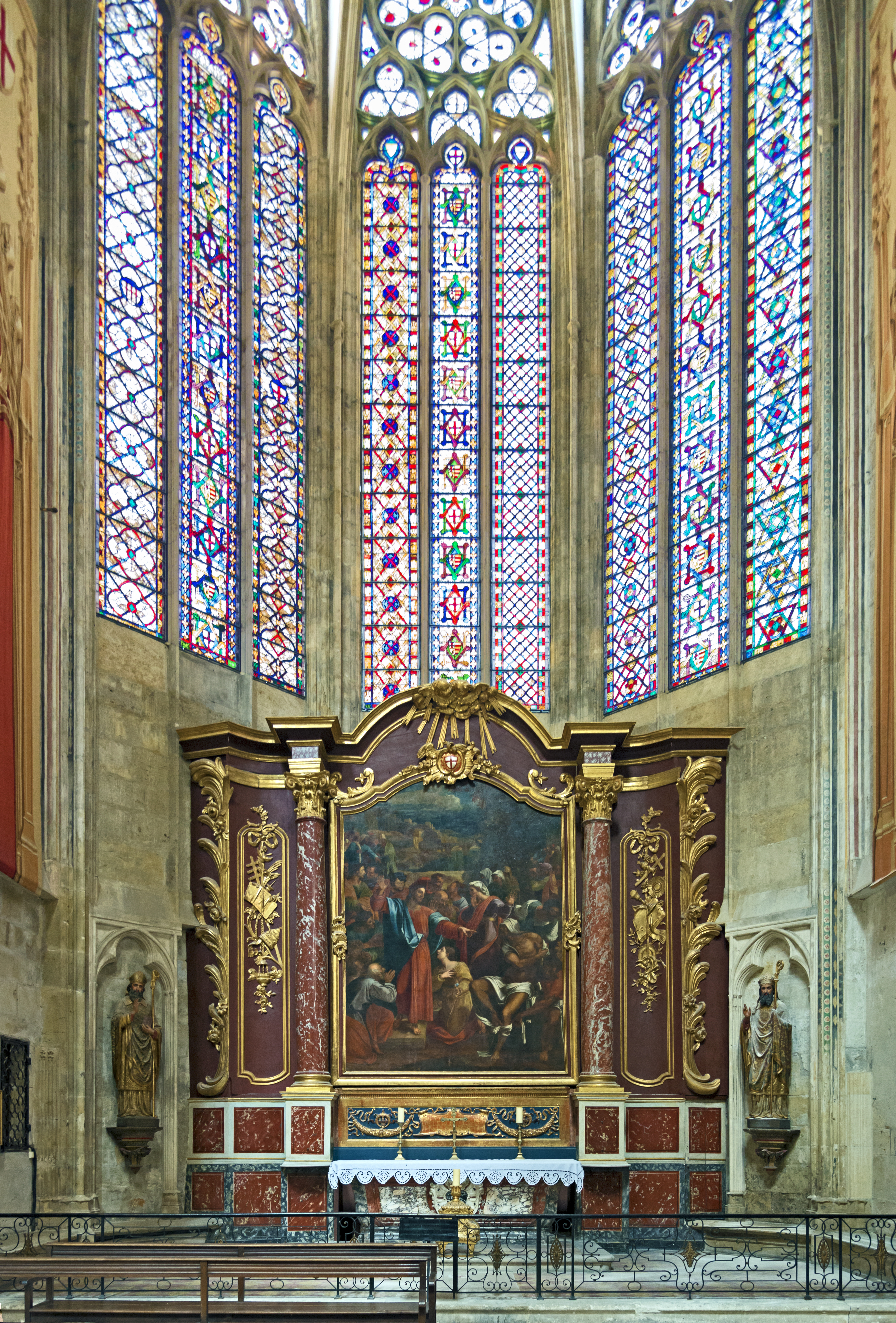
La chapelle Saint-Martin.
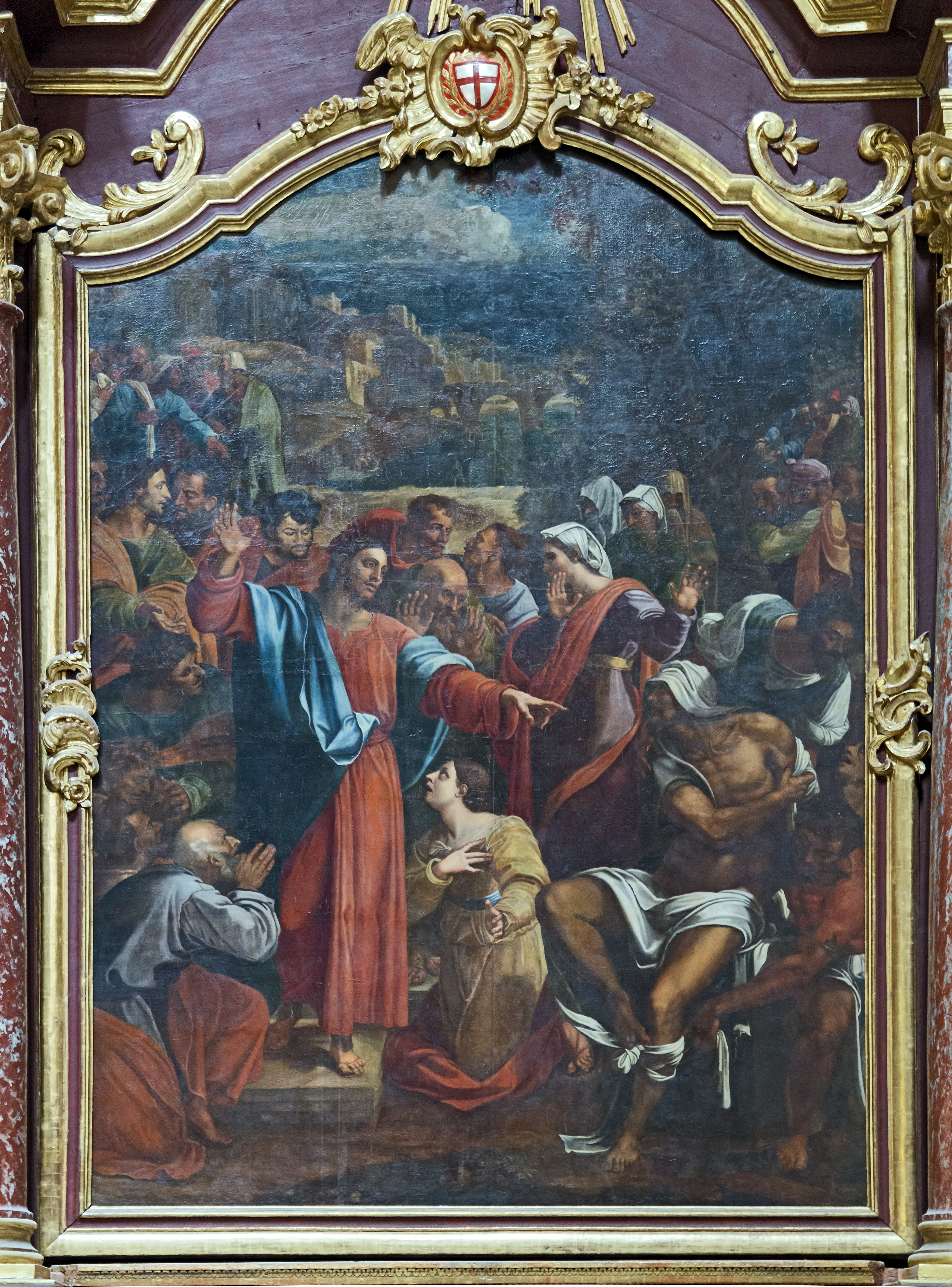
La Résurrection de Lazare par Carle van Loo.
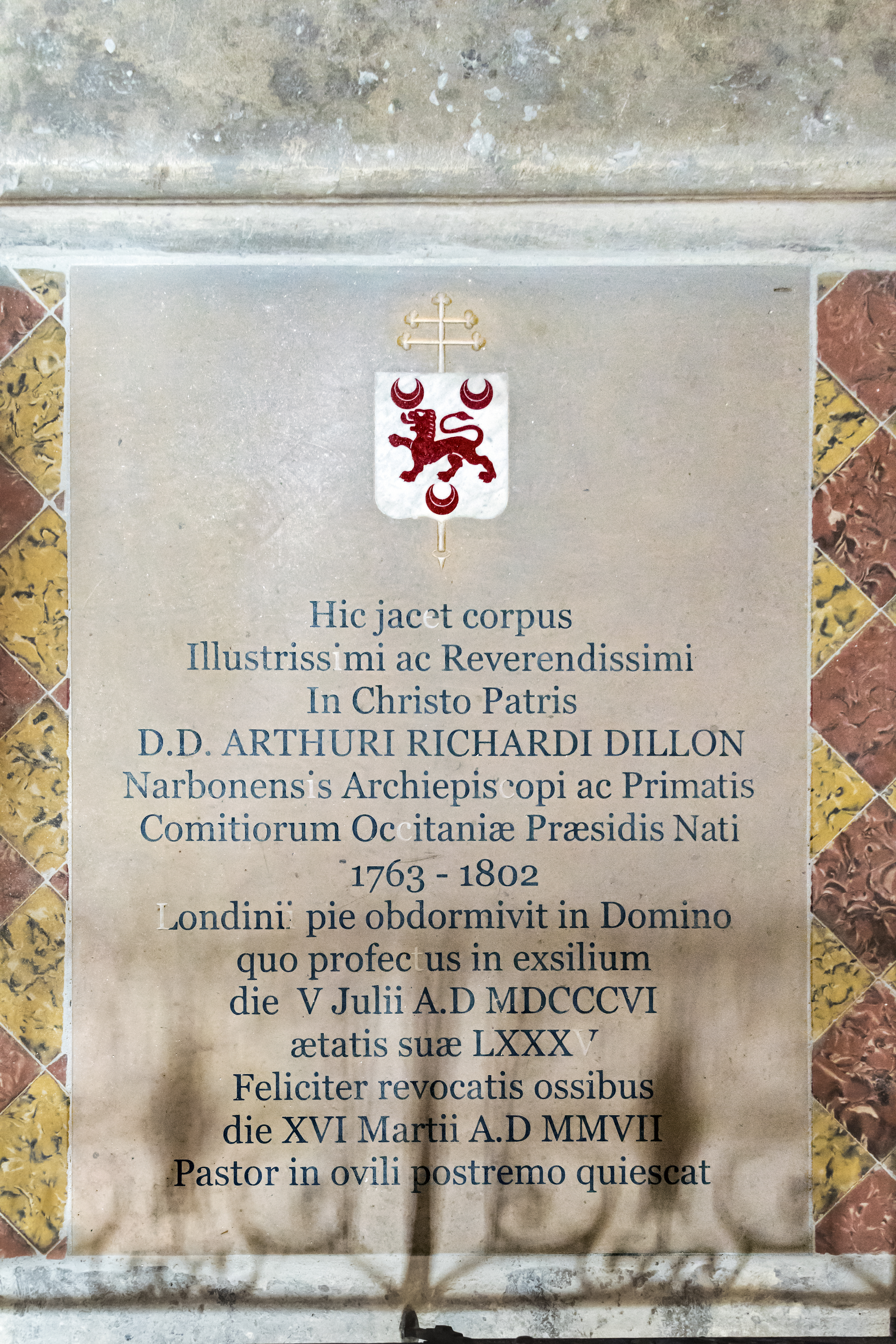
La tombe d'Arthur Richard Dillon.

#### La chapelle de Notre-Dame-de-Bethléem
Elle permet de voir l'ancien retable en pierre sculptée polychrome du XIIIe siècle découvert en 1847 mais restauré seulement à partir de 1954. La totalité n'est mise au jour qu'après 1981 . La statue de la Vierge à l’Enfant en albâtre au centre du groupe est indépendante du reste de la composition. Elle mesure 1,80 m de hauteur, dans le style du Maître de Rieux, et date probablement du 3e quart du XIVe siècle. La documentation des monuments historiques retient l'hypothèse d'un don de monseigneur François de Conzié, archevêque de Narbonne de 1391 à 1433. La statue est classée au titre des monuments historiques. 

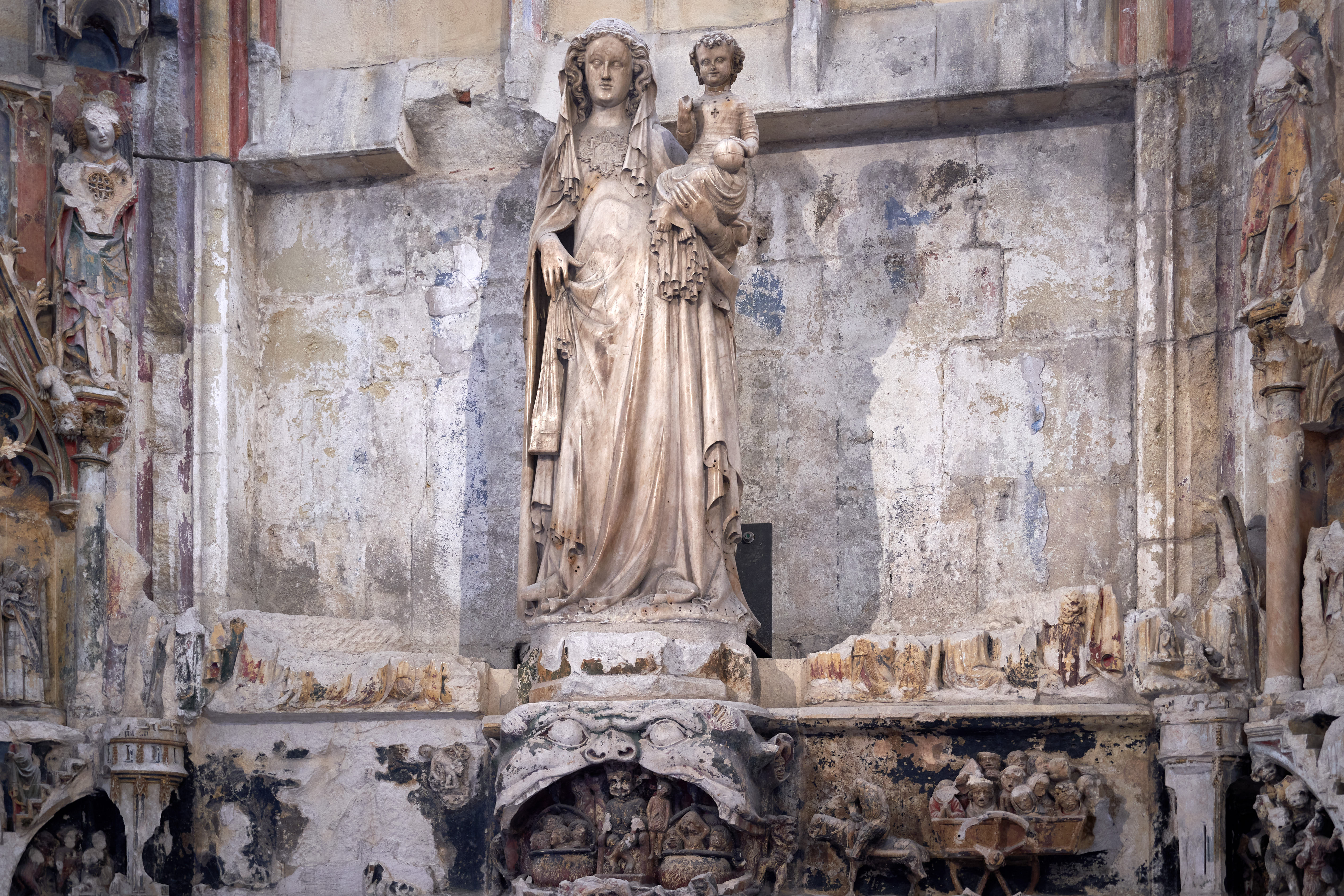
Notre-Dame-de-Bethléem par le Maître de Rieux
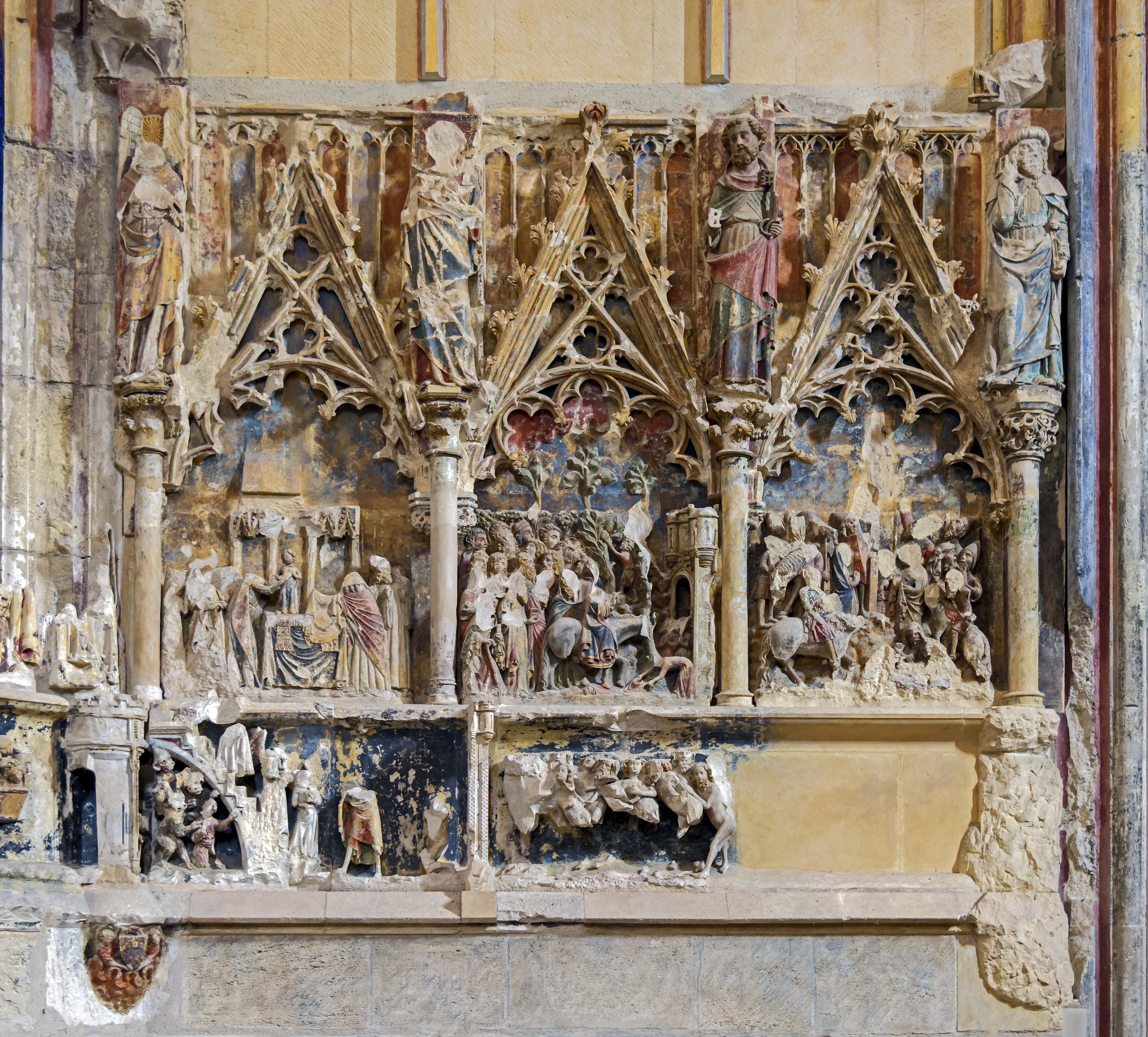
Partie droite du retable

#### La chapelle du  Sacré-Cœur
La chapelle du Sacré-Cœur renferme dans ses fondements, la "Première Pierre" de la cathédrale, envoyée par le Pape Clément IV en 1272[Passage contradictoire avec l'article Clément IV]

#### La chapelle de saint Michel
- Tableau du retable par Antoine Rivalz "La chute des anges rebelles"; Classé au titre des monuments historiques[10].

Elle donne accès par un escalier en colimaçon à la salle du trésor de la cathédrale au-dessus de la chapelle de l'Annonciade.

#### Trésor de la cathédrale
- Une statuette de 62 cm en marbre représentant la Vierge à l'enfant du XVe siècle ; classé au titre des monuments historiques [11]
- Statue de saint Sébastien à mi-corps, composée de deux fragments, en bois sculpté polychrome. Anciennement dans l’église Saint-Sébastien de Narbonne. Datant de la limite XVIe – XVIIe siècle[12].
- La pyxide au nom d'Ismail. Œuvre d'origine arabe, en un seul bloc d'ivoire. L'inscription, à la base du couvercle, est en coufique et glorifie Ismail al-Zafir premier roi du taïfa de Tolède. Elle a, par la suite, servi au culte chrétien pour conserver les hosties. Elle a été réalisée par Muhammad ibn Zayyan entre 1026 et 1031 à Cuenca[13].
- La Croix glorieuse : feuillet en ivoire sculpté représentant la Crucifixion entourée de diverses scènes de la vie de Jésus en lien avec la Passion, IXe siècle, Aix-La-Chapelle[14]. Il s'agit d'un plat de reliure provenant de l'école du Palais de Charlemagne. Le crucifié a un visage jeune, imberbe, les yeux ouverts, dans la tradition du Christ triomphant de l'époque carolingienne[15].
- La châsse reliquaire de saint Prudent : coffret de mariage à huit faces, en forme de maison, est en cristal gravé, en argent repoussé et en ivoire peint et incrusté d'intailles (la plupart antiques) et de grenats. Il a un temps servi de réceptacle aux reliques de saint Prudent[16].

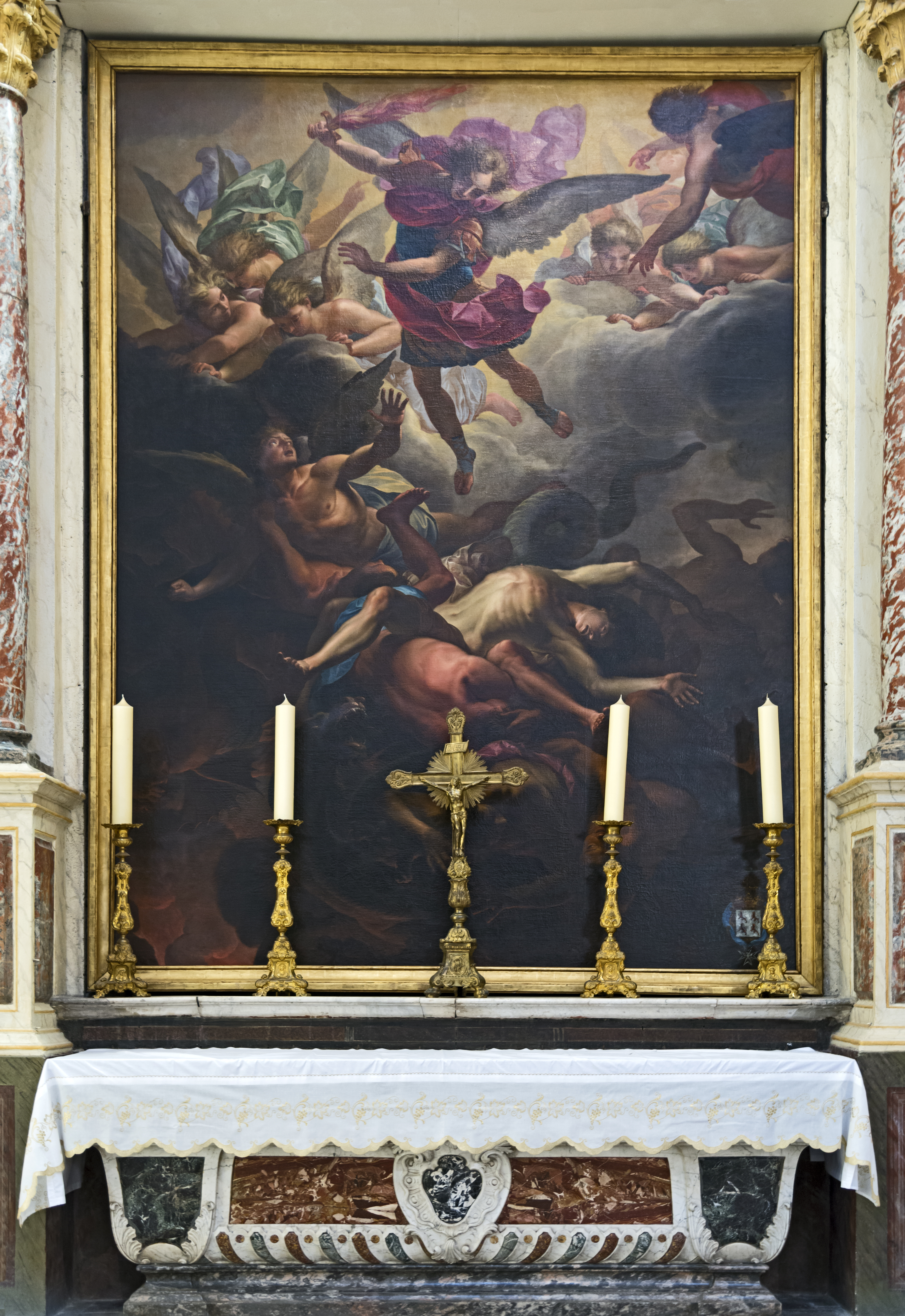
"La chute des anges rebelles" par Antoine Rivalz
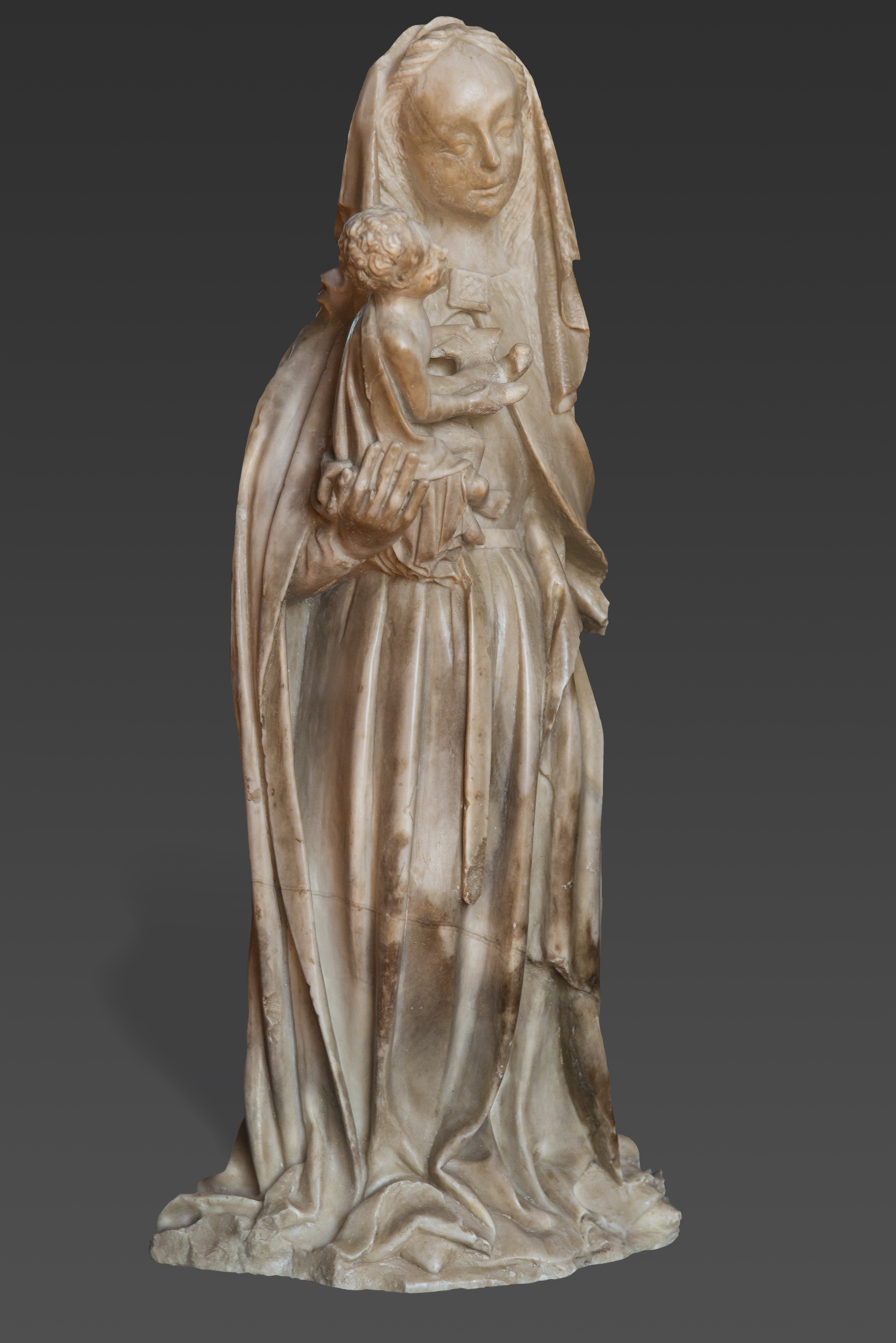
Vierge à l'enfant du XVe siècle
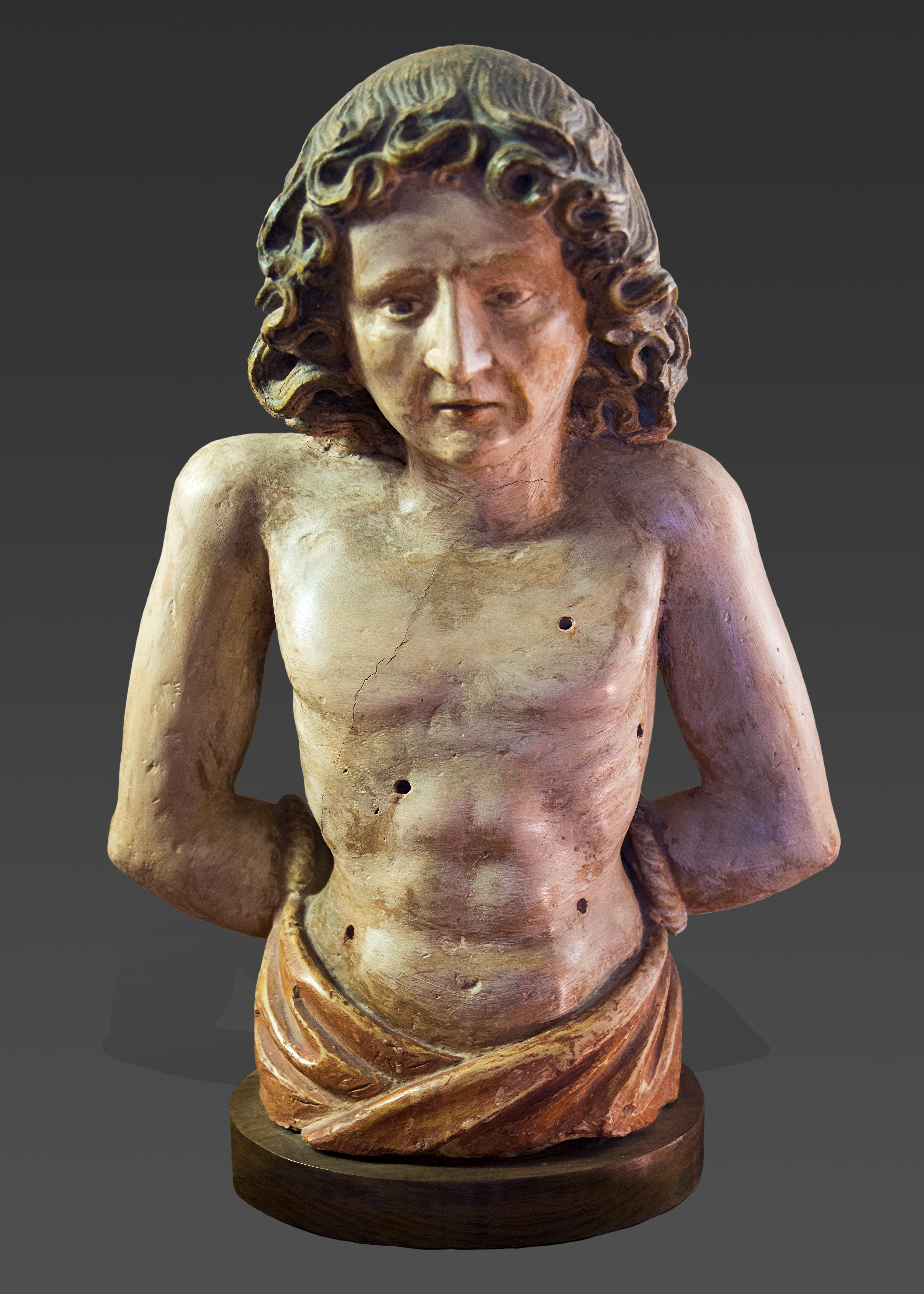
Saint-Sébastien - Bois polychrome
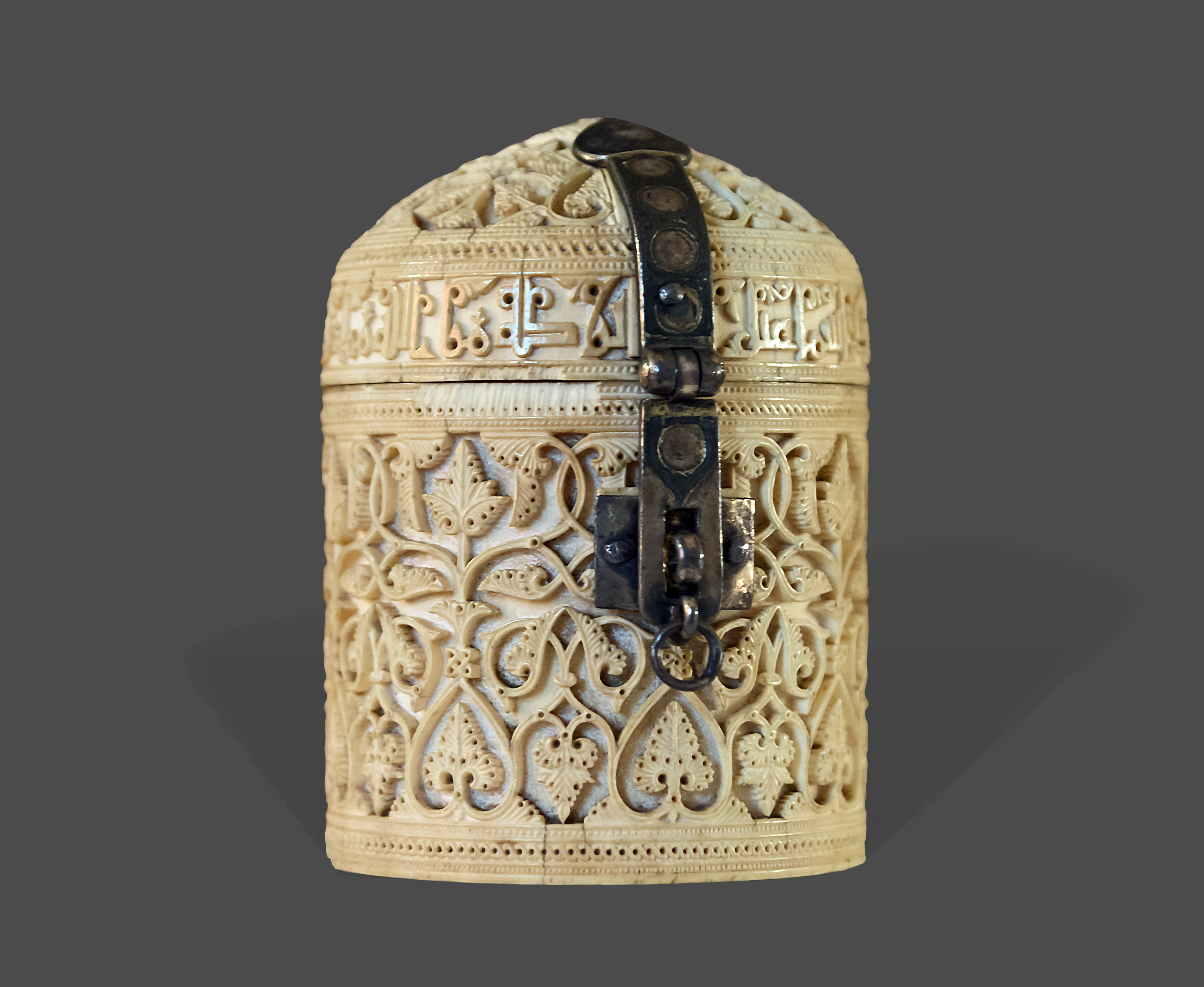
La pyxide au nom d'Ismail
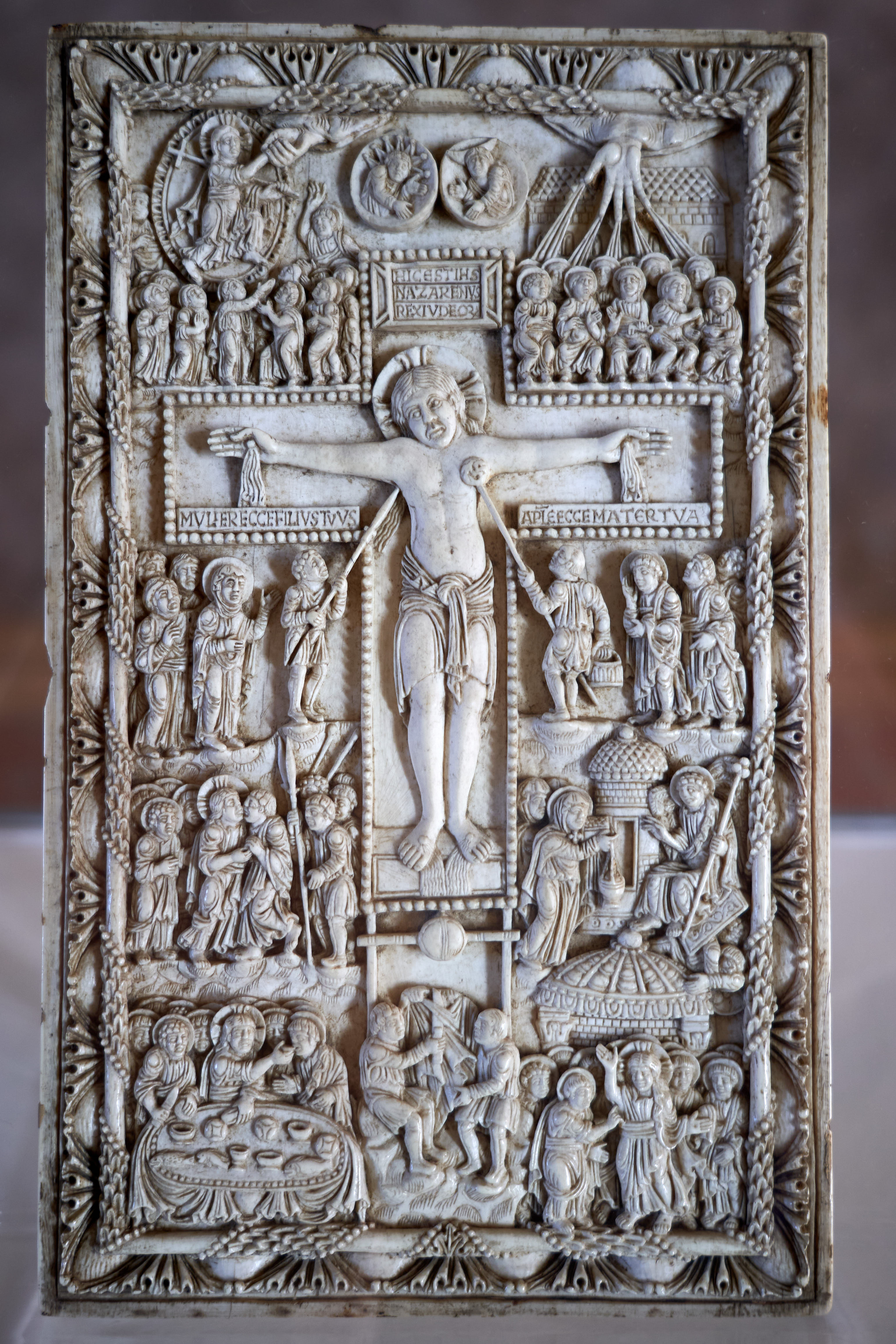
La Croix glorieuse IXe siècle Aix-La-Chapelle
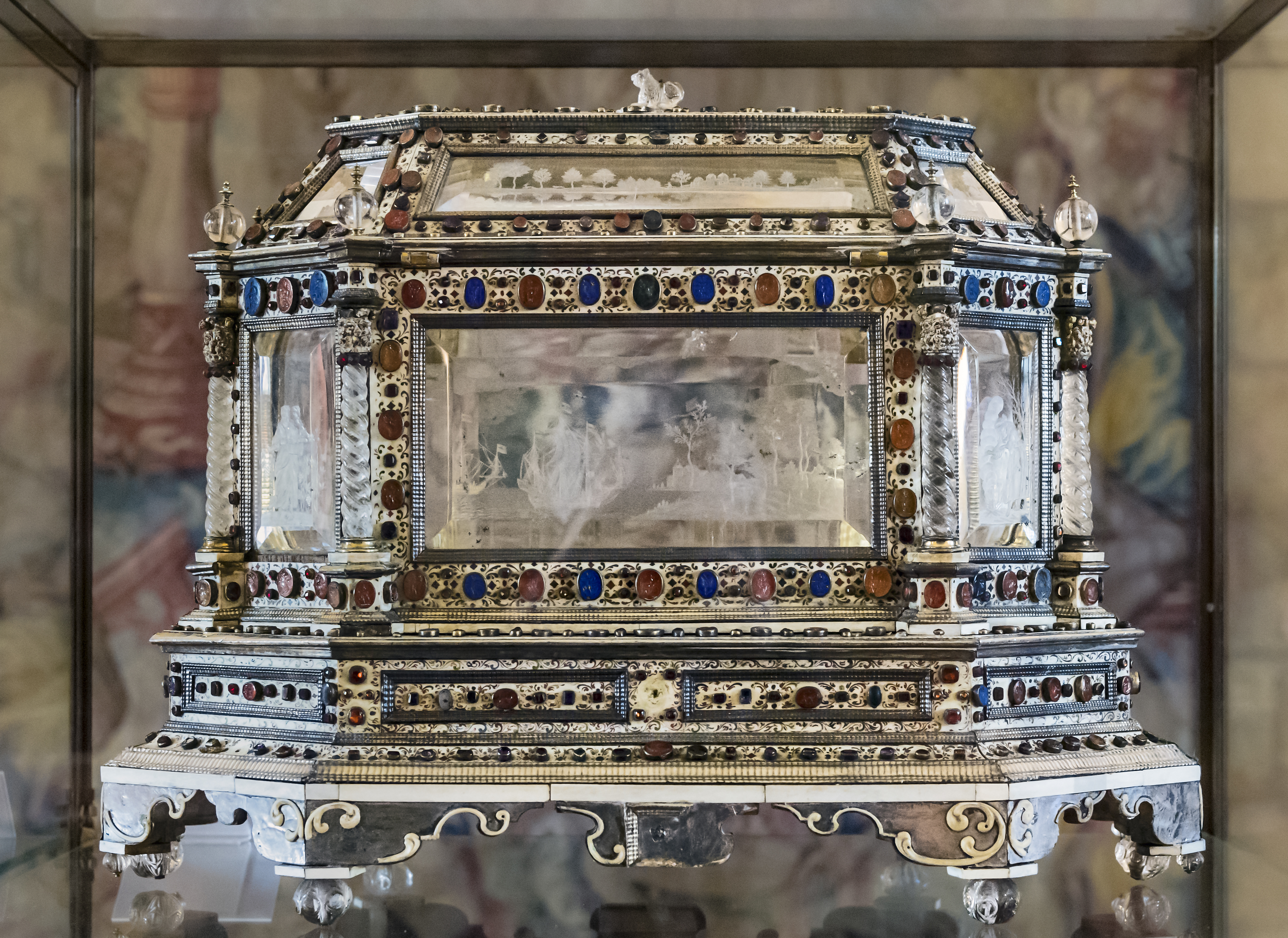
Châsse reliquaire de saint Prudent
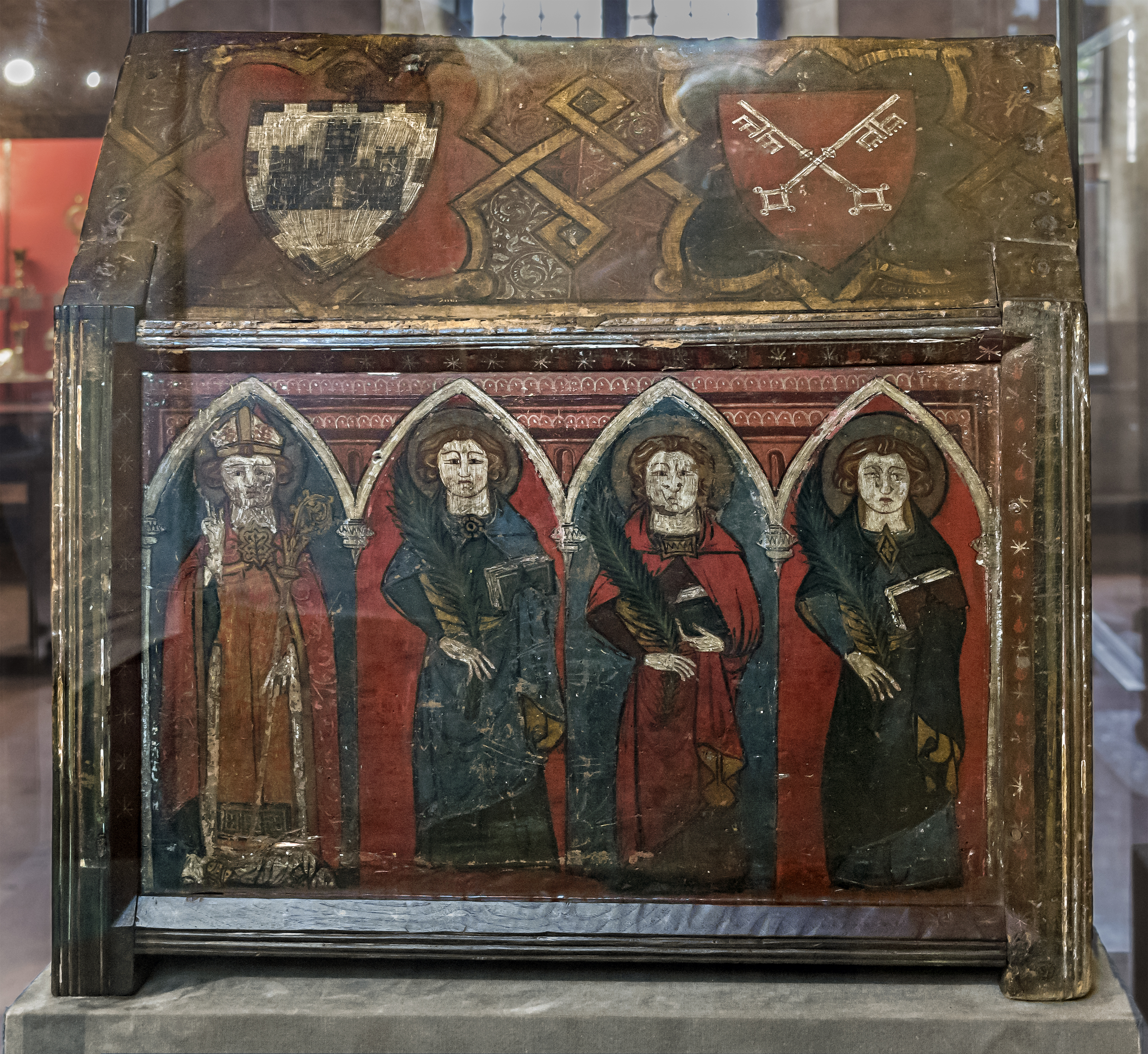
Châsse reliquaire de 1391

#### La chapelle de l'Annonciade
Située au-dessous de la salle du trésor, elle contient plusieurs toiles classées au titre des monuments historiques :
- La Déposition de la Croix par Pierre Lavergne[17] ;
- Tobie et l'ange Raphaël par Nicolas Tournier[18] ;
- Un des fils de Jacob prosterné devant son frère, Joseph (fils de Jacob) - Nicolas Tournier[19] ;
- La multiplication des pains, école française du XVIe siècle tableau daté en bas à droite de 1556[20].

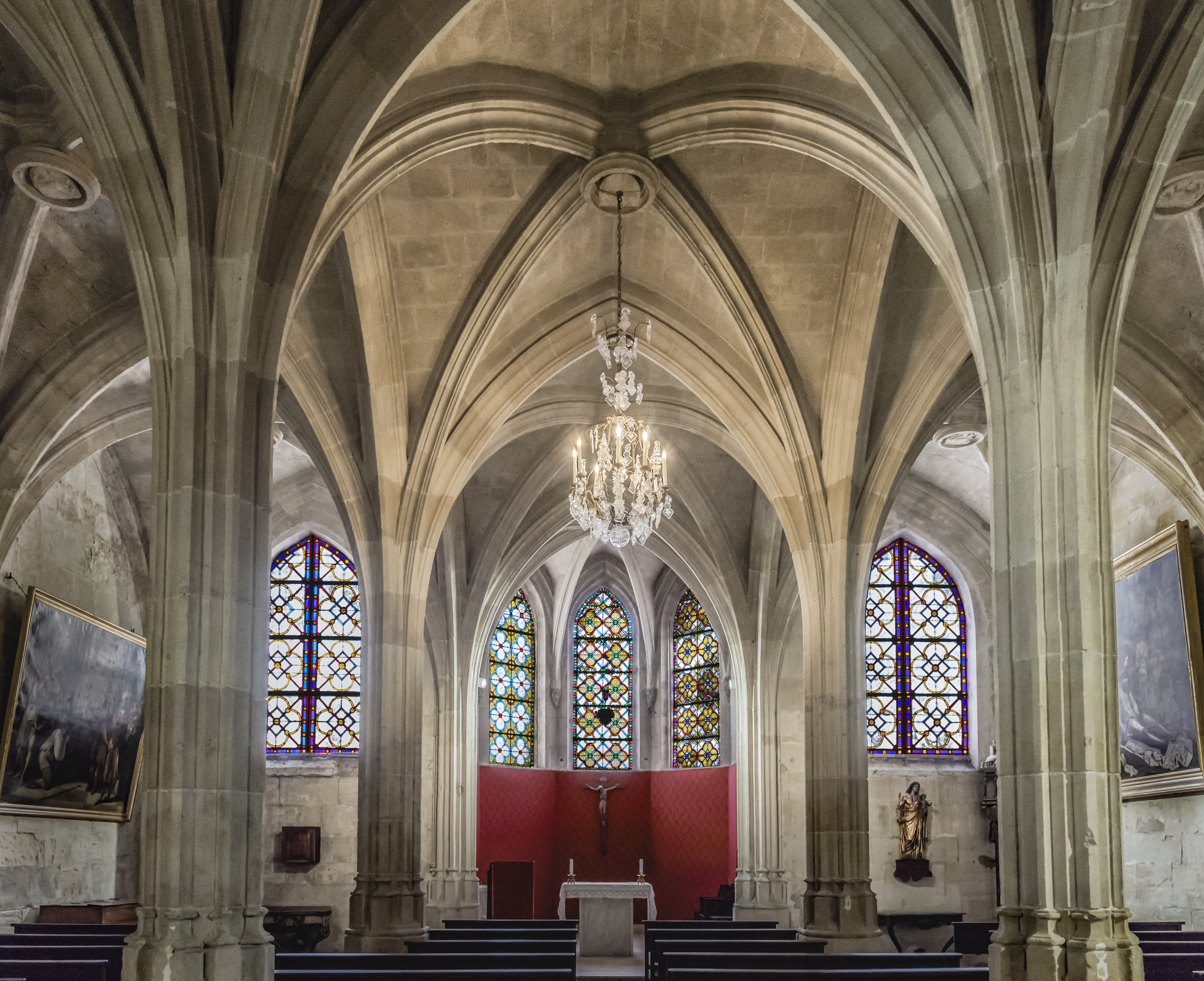
Chapelle de l'Annonciade.
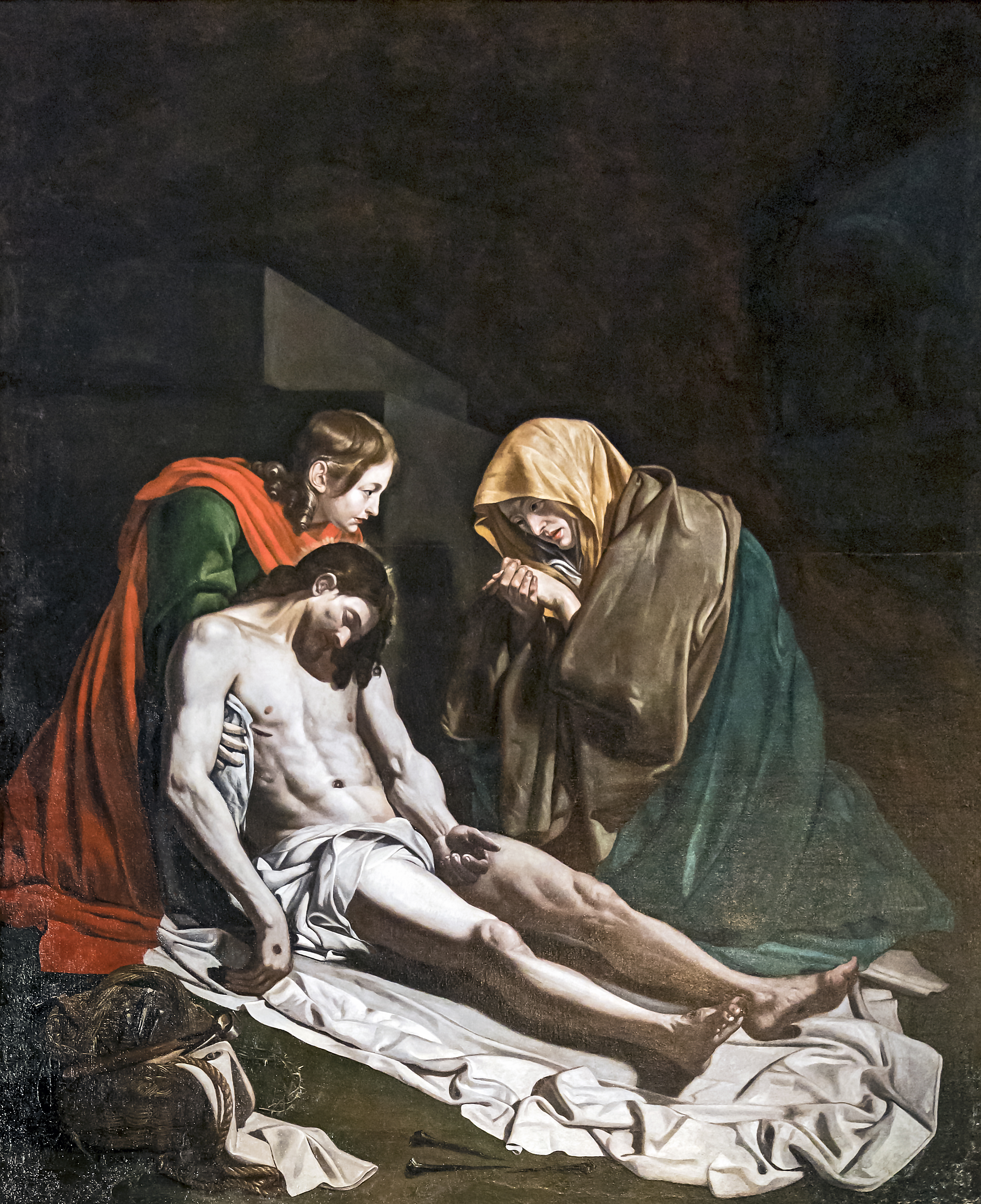
La Déposition de Croix - Pierre Lavergne.
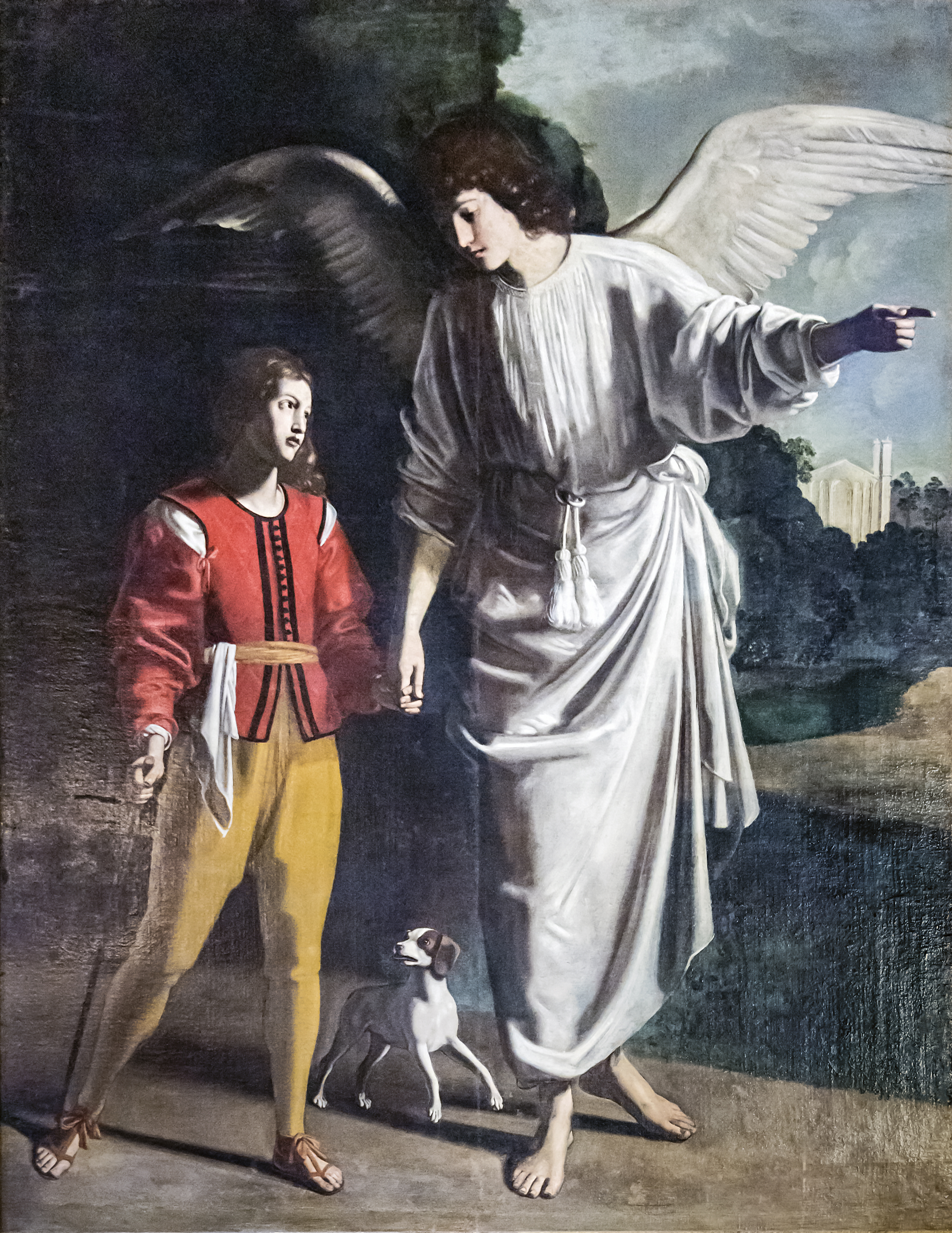
Tobie et l'ange Raphaël  - Nicolas Tournier.
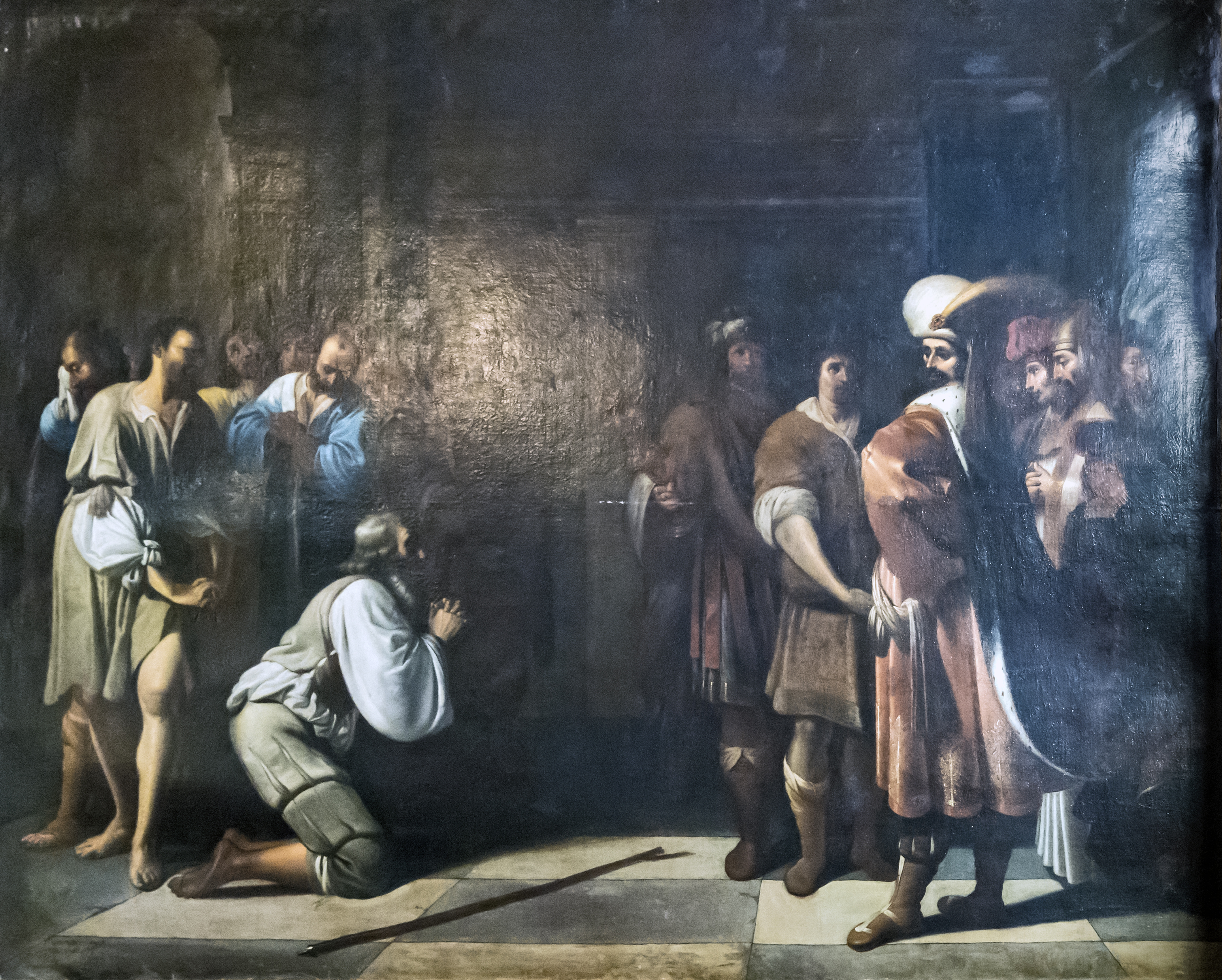
Un des fils de Jacob prosterné devant son frère, Joseph (fils de Jacob) - Nicolas Tournier.
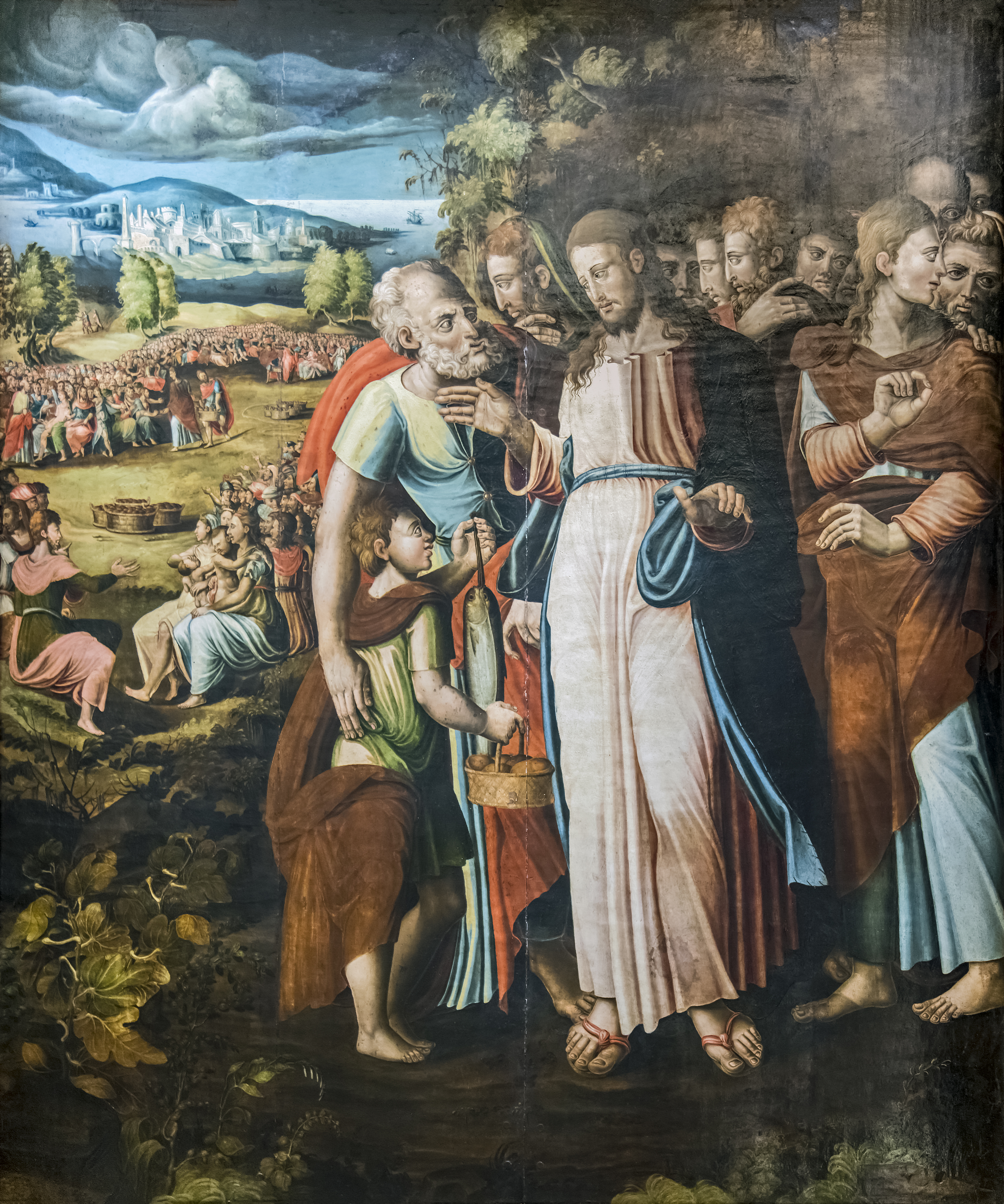
La multiplication des pains.

### Les chapelles latérales gauches

#### La chapelle de sainteThérèse d'Avila
Première chapelle à gauche, elle contient les fonts baptismaux.

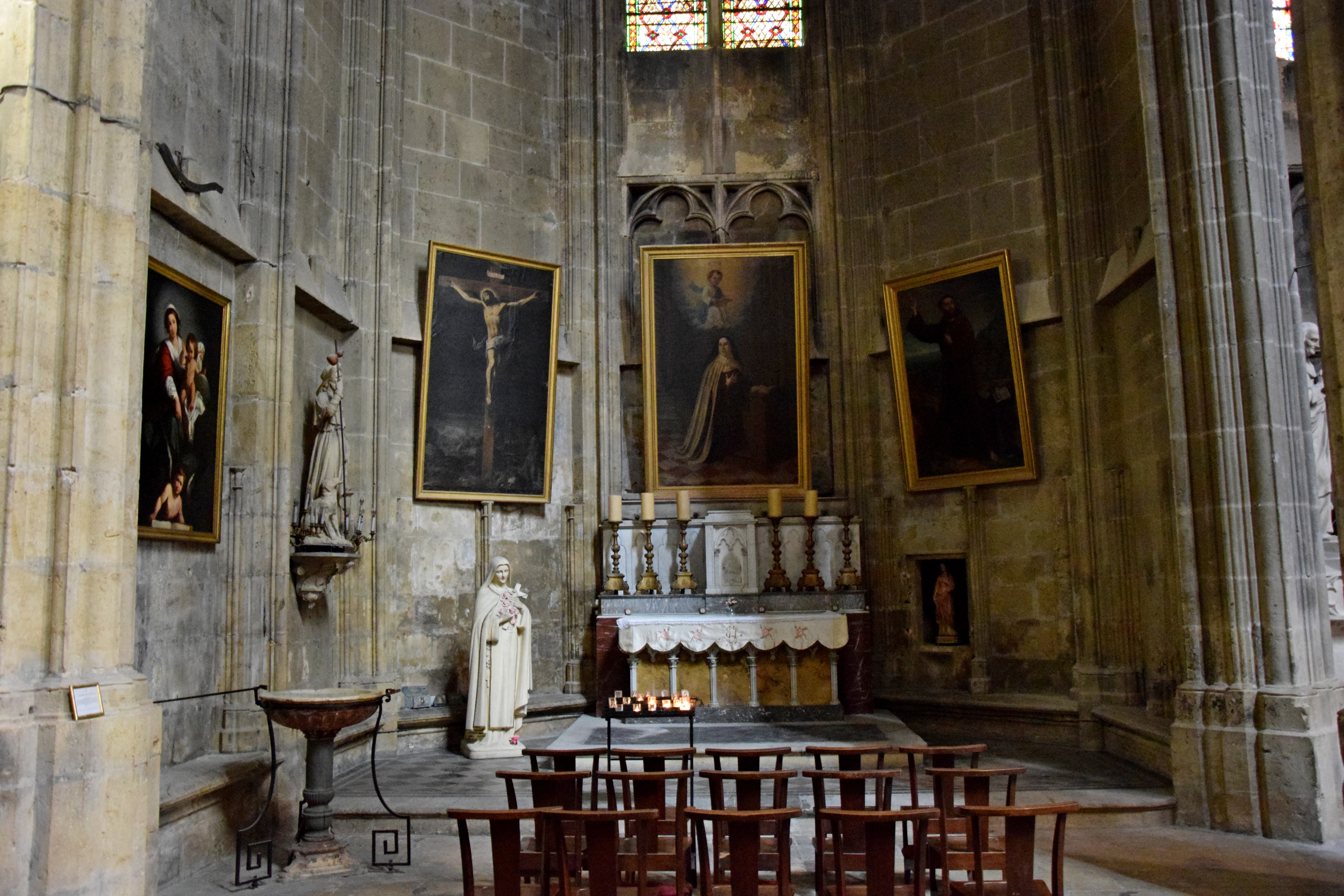
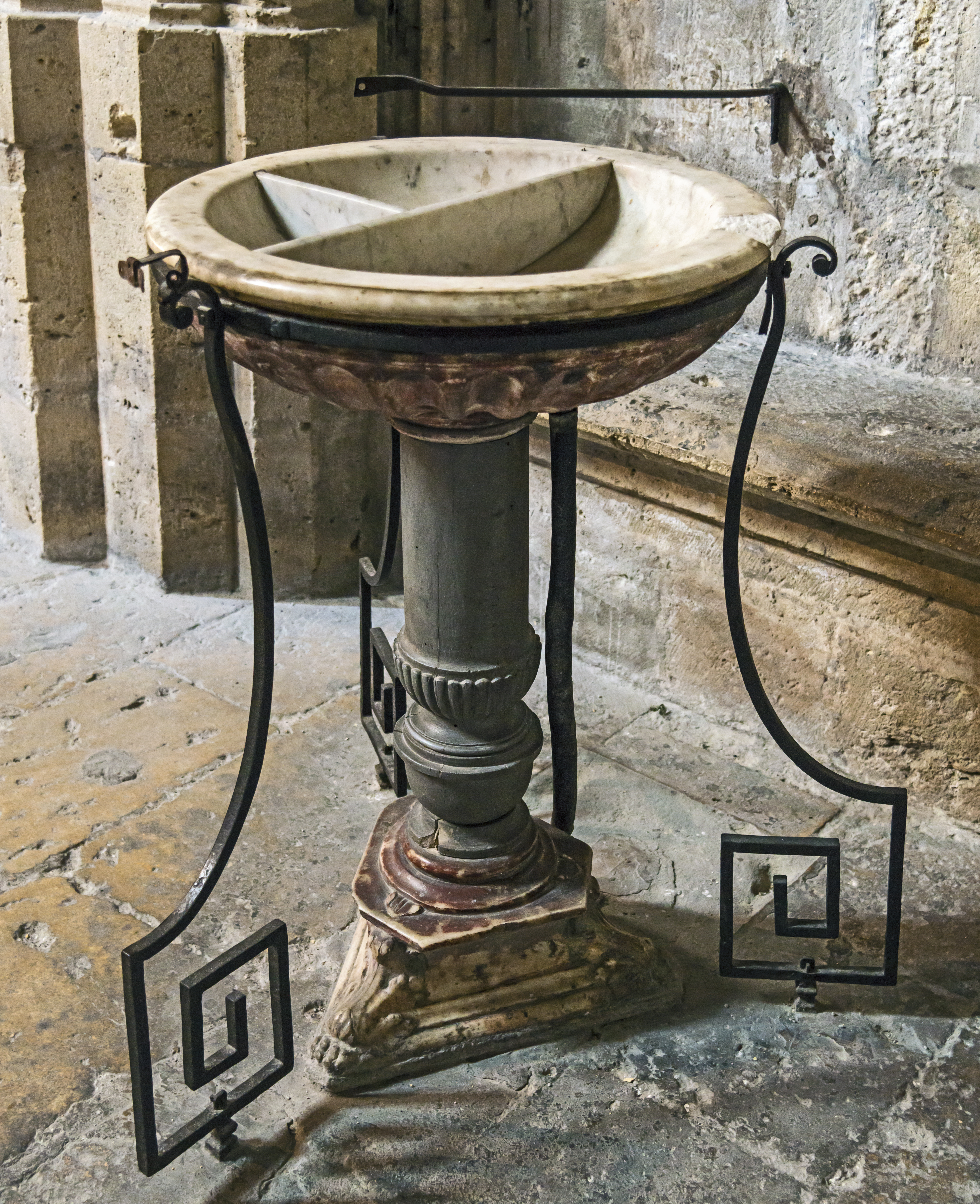
Les fonts baptismaux

#### La chapelle Saint-Joseph
Seconde chapelle à gauche. Elle est dédiée à Joseph. Le tableau du retable représente saint Joseph, Marie et l'Enfant Jésus, par Maurin. Sur le mur gauche, le monument de Jean Seigneuret de la Borde, décédé en 1607.  Dans la niche : Notre Dame d'Afrique. Sur le mur de droite, une céramique représentant le père terrestre de Notre Seigneur, de part et d'autre, saint Jean et saint Jérôme.

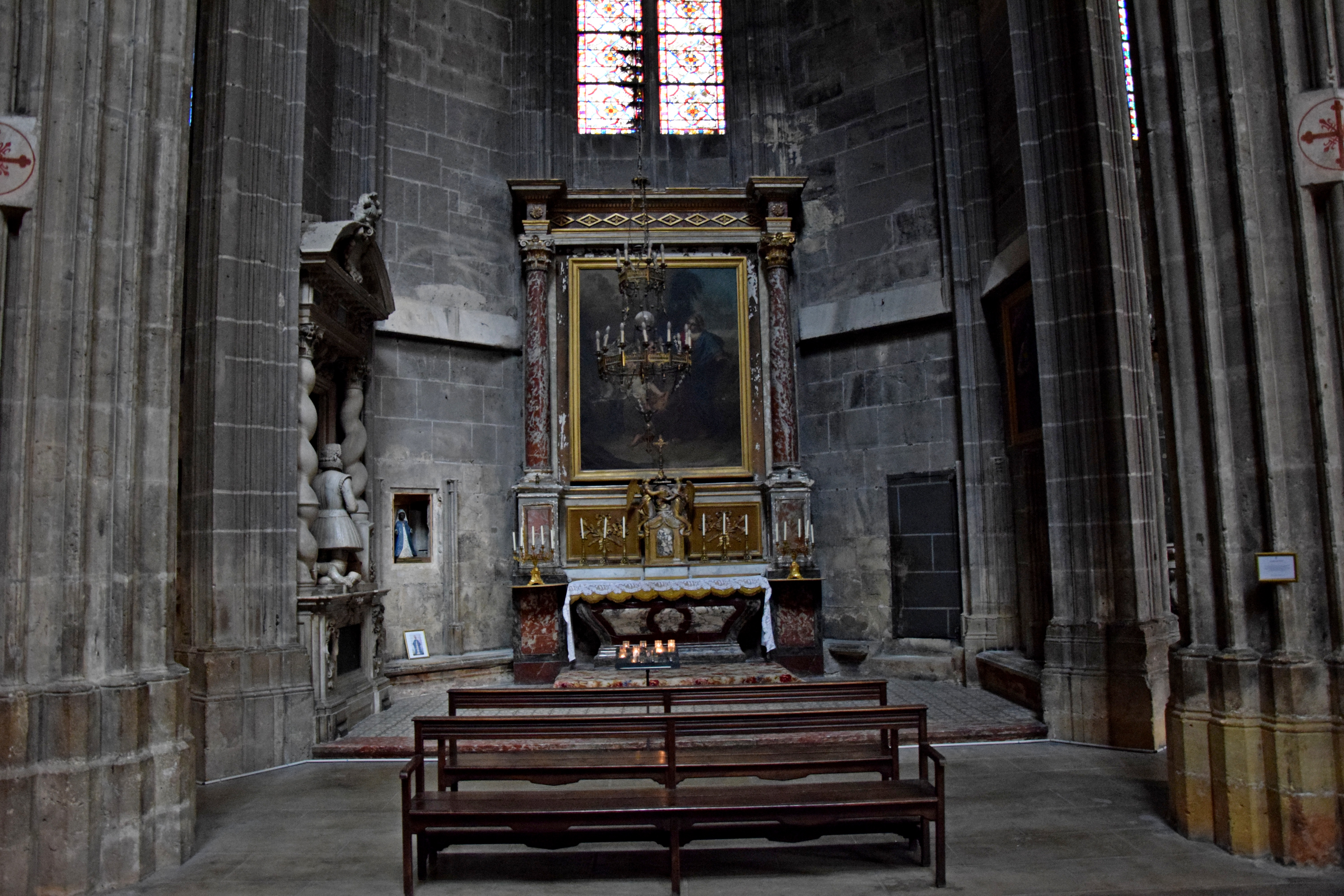
Chapelle Saint-Joseph
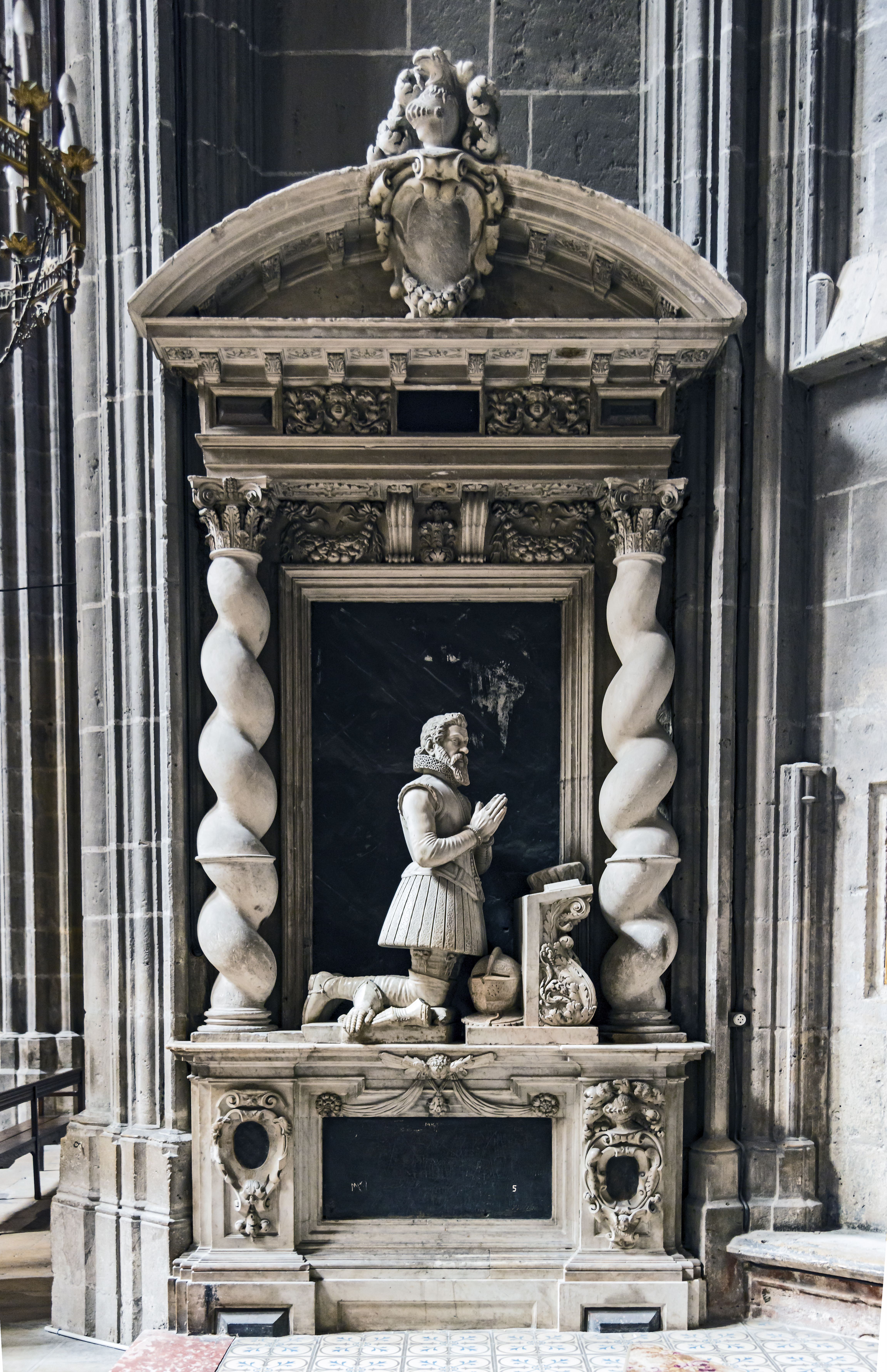
Monument de Jean Seigneuret de la Borde.
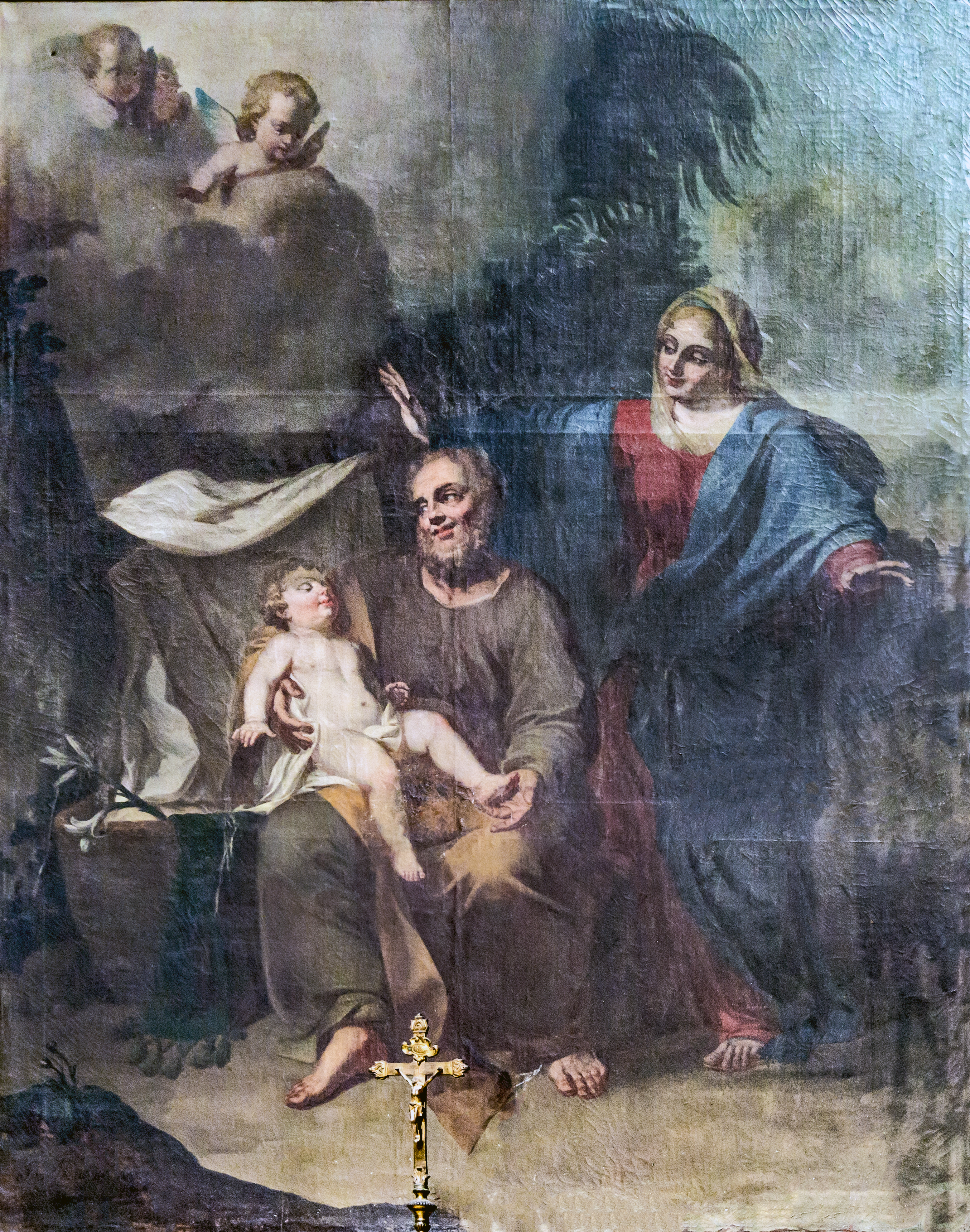
Saint Joseph, Marie et l'Enfant Jésus, par Maurin.

#### La chapelle de Notre-Dame-de-la-Salette
Quatrième chapelle du côté gauche. L'autel en marbre, du XVIIe siècle provient des Pénitents Bleus de Narbonne. Statue de Notre-Dame de la Salette au-dessus de l'autel ; à droite, dans la niche une statue de Notre-Dame de Lourdes.

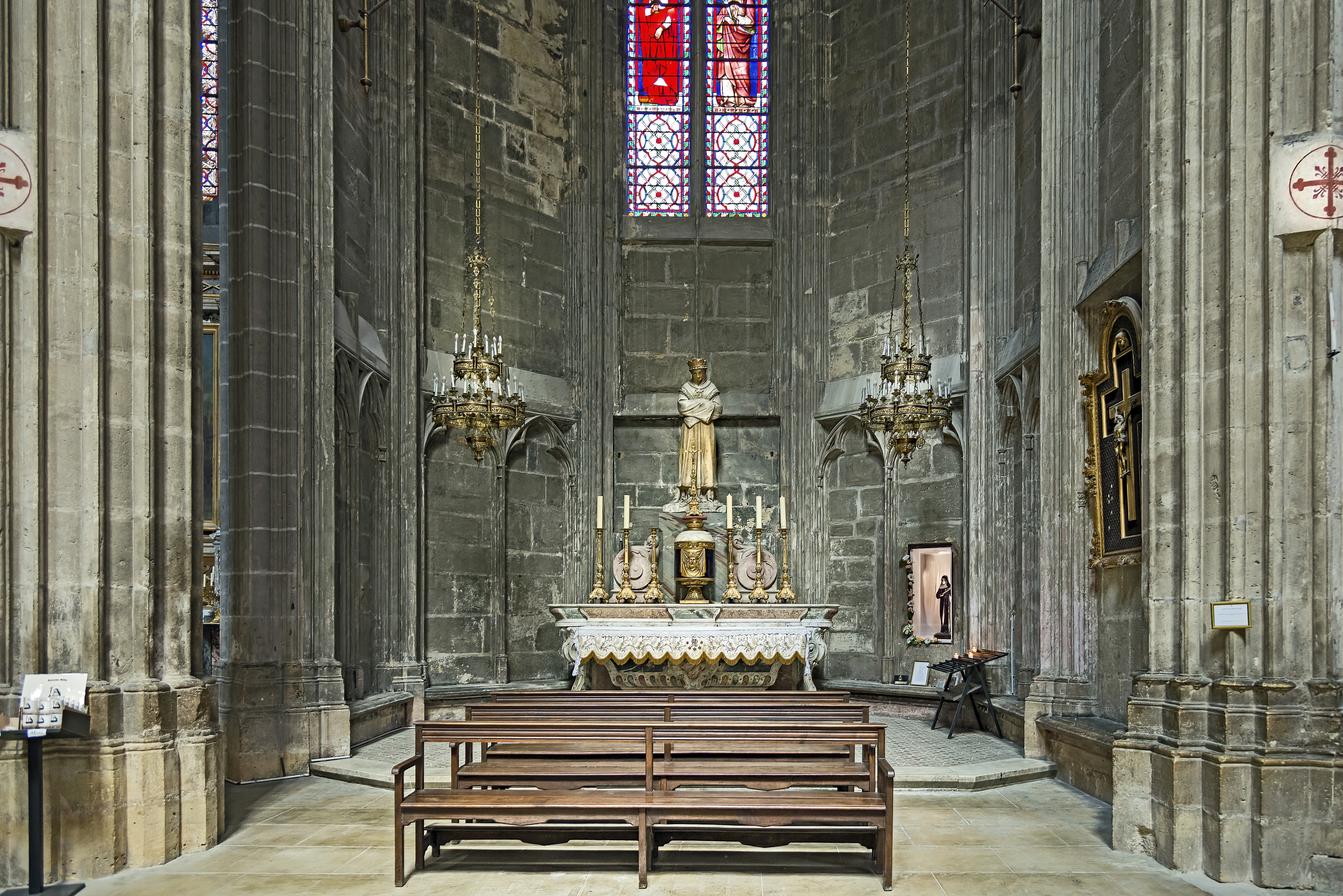
La chapelle de Notre-Dame-de-la-Salette

### Les chapelles latérales droite

#### Première chapelle dédiée à saintÉtienne
- La Mise au tombeau : groupe sculpté en terre cuite polychrome datant du premier quart du XVIe siècle[21].
- Tableau du retable : La Lapidation de saint-Étienne, par Jacques Gamelin, 1788.

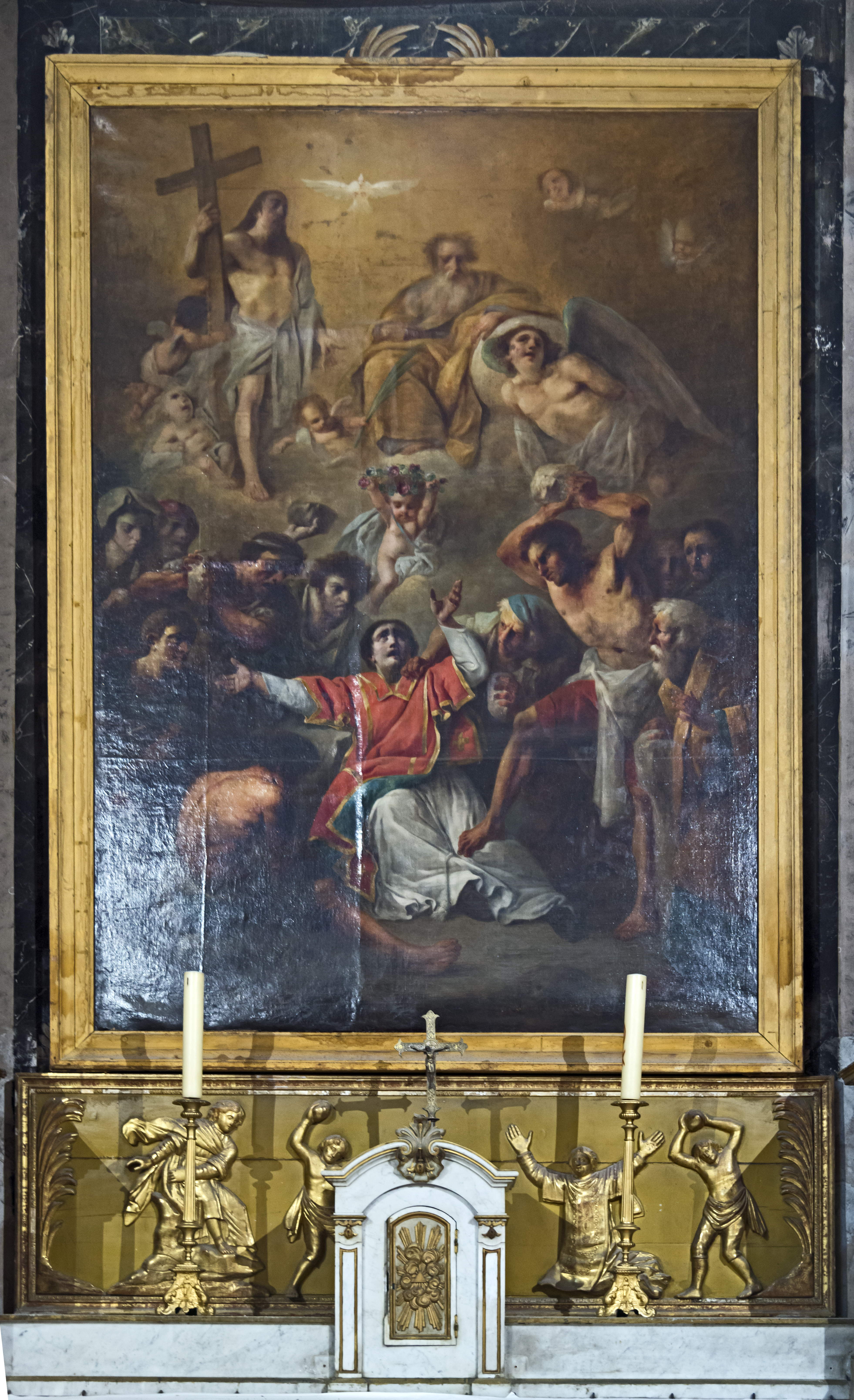
La Lapidation de saint Étienne Gamelin, Jacques Gamelin.
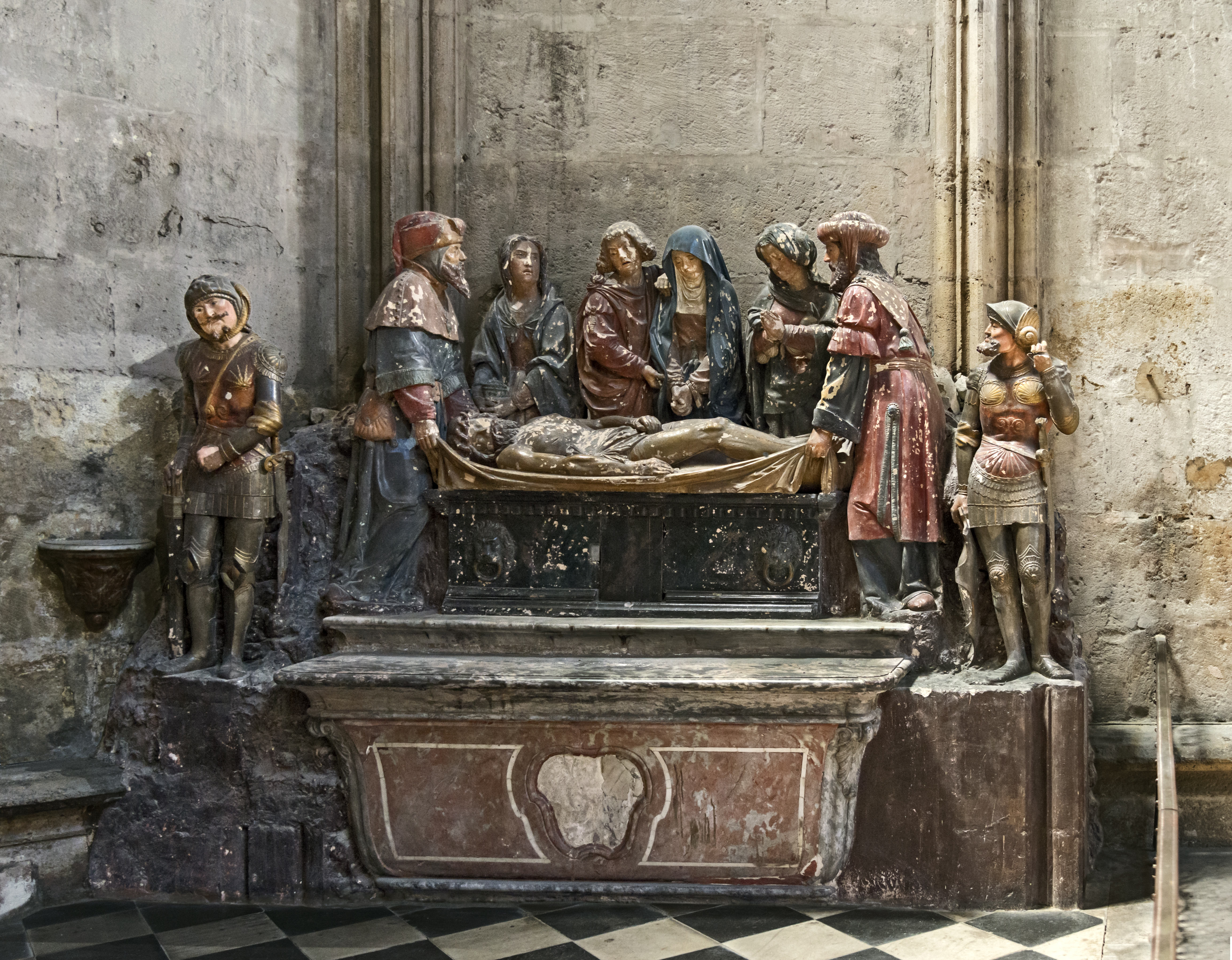
Mise au tombeau.

### Le chœur
- Le maître-autel date de 1694 à 1695 par Laurel, sur les dessins de Jules Hardouin-Mansart. En 1752, l'autel fut refait par Joseph Gitard, et en 1841, Viollet-le-Duc fit le tabernacle et le retable. L'ensemble est classé au titre des monuments historiques[22].
- Dans l'allée centrale, fut inhumé un coffret contenant les chairs du roi Philippe III le Hardi mort de maladie à Perpignan le 5 octobre 1285, quelques jours après la défaite française à la bataille du col de Panissars. Le coffret disparut à la Révolution[23],[Note 1].

### Le grand orgue et la musique dans la cathédrale
De tous les buffets d'orgues français du XVIIIe siècle, celui de la cathédrale de Narbonne est sans conteste un des plus beaux. De dimensions impressionnantes (hauteur : 21 m, largeur : 13 m, tribune à 14 m du sol), l'orgue est accroché au mur du fond en porte-à-faux au-dessus des stalles. Construit par Christophe Moucherel, facteur d'orgues originaire de Toul, il a été terminé en 1742 puis régulièrement entretenu par la suite, notamment par Jean-François Lépine entre 1766 et 1770 puis par Théodore Puget entre 1856 et 1858.
Le buffet se compose de trois parties : en bas le gigantesque piédouche, sur lequel semblent reposer le positif de dos et la balustrade, enfin " le grand corps " de l'orgue dominant l'ensemble. L'instrument comprend 53 jeux répartis sur 3 claviers et un pédalier. En 2001, l'association des amis des orgues de Narbonne finance intégralement l’installation sur l’orgue d’un combinateur.
Le chapitre cathédral de Narbonne entretenait au XVIIIe siècle un important corps de musique. À la veille de la Révolution il était formé par 2 organistes, 5 chanteurs adultes, 8 enfants de chœur et 4 instrumentistes pour l’accompagnement des voix (serpent, basson et 2 violoncelles), dirigés par le maître de musique et compositeur Pierre Maris, qui avait également à charge l'entretien et la formation des enfants de chœur. Ces musiciens chantaient et jouaient pendant les principaux offices religieux au centre du chœur de la cathédrale.
Aujourd'hui, les Petits Chanteurs de Narbonne, chœur de garçons formé d'enfants de 8 à 14 ans, reprennent la vocation liturgique et musicale de l'ancienne et prestigieuse maîtrise la cathédrale Saint-Just et Saint-Pasteur. Le chœur est dirigé par Cécile Capomaccio, diplômée du Conservatoire de Toulouse.
L'ensemble de la programmation musicale est faite par l'Association des orgues de Narbonne en collaboration avec la municipalité dans le cadre du Festival des Orgues de Narbonne.
Depuis mai 2017, l'entretien de l'instrument est réalisé par la factrice d'orgues Léa Nencioli, installée à Auvillar.
En novembre 2017, le conseil paroissial nomme Samuel Poujade titulaire et Jean-François Escourrou titulaire adjoint de l'instrument ainsi que des autres orgues de la ville.
Christine Latore, soprano lyrique, est responsable de la musique sacrée.

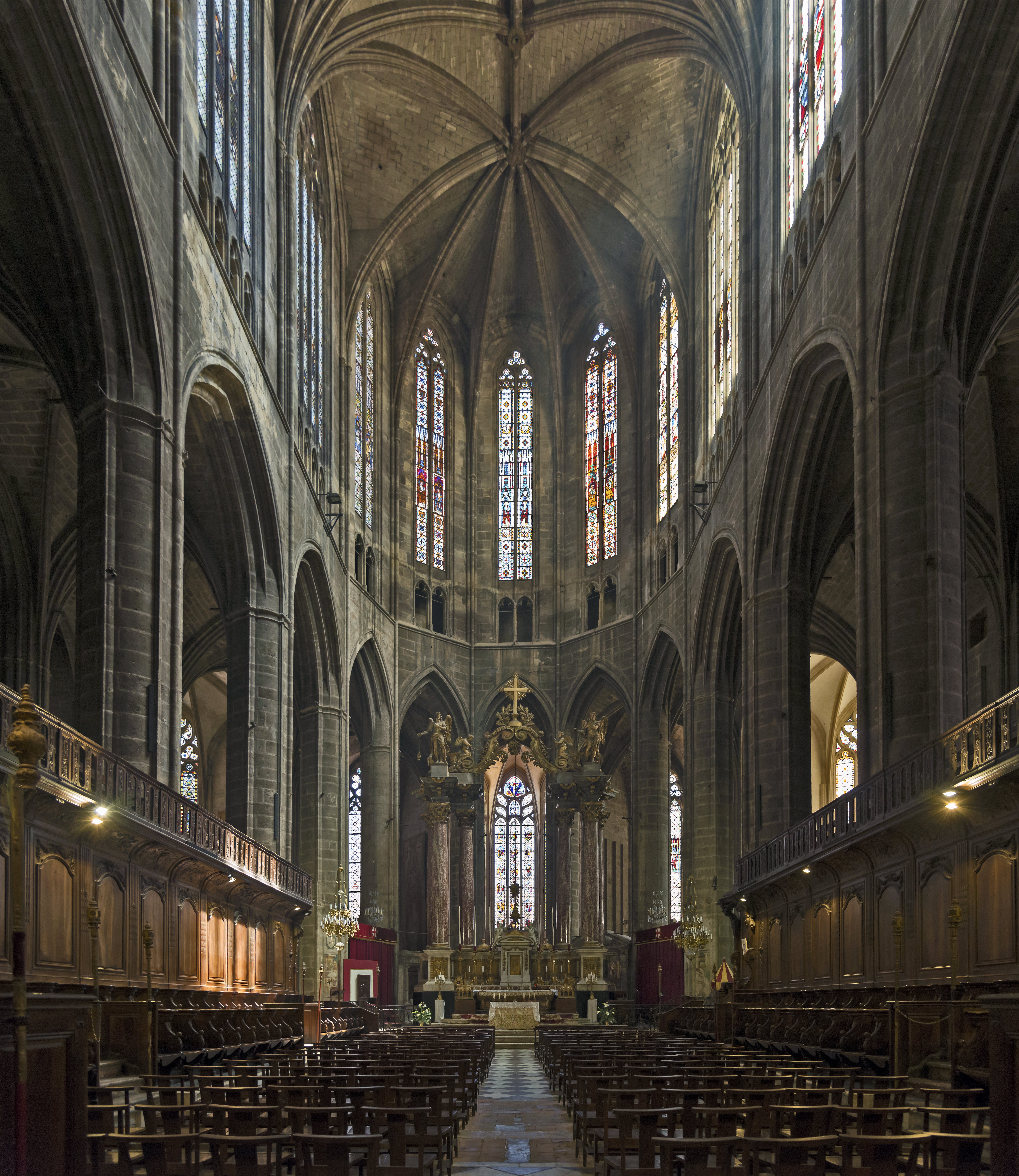
Vue du chœur, les stalles et lambris classés.
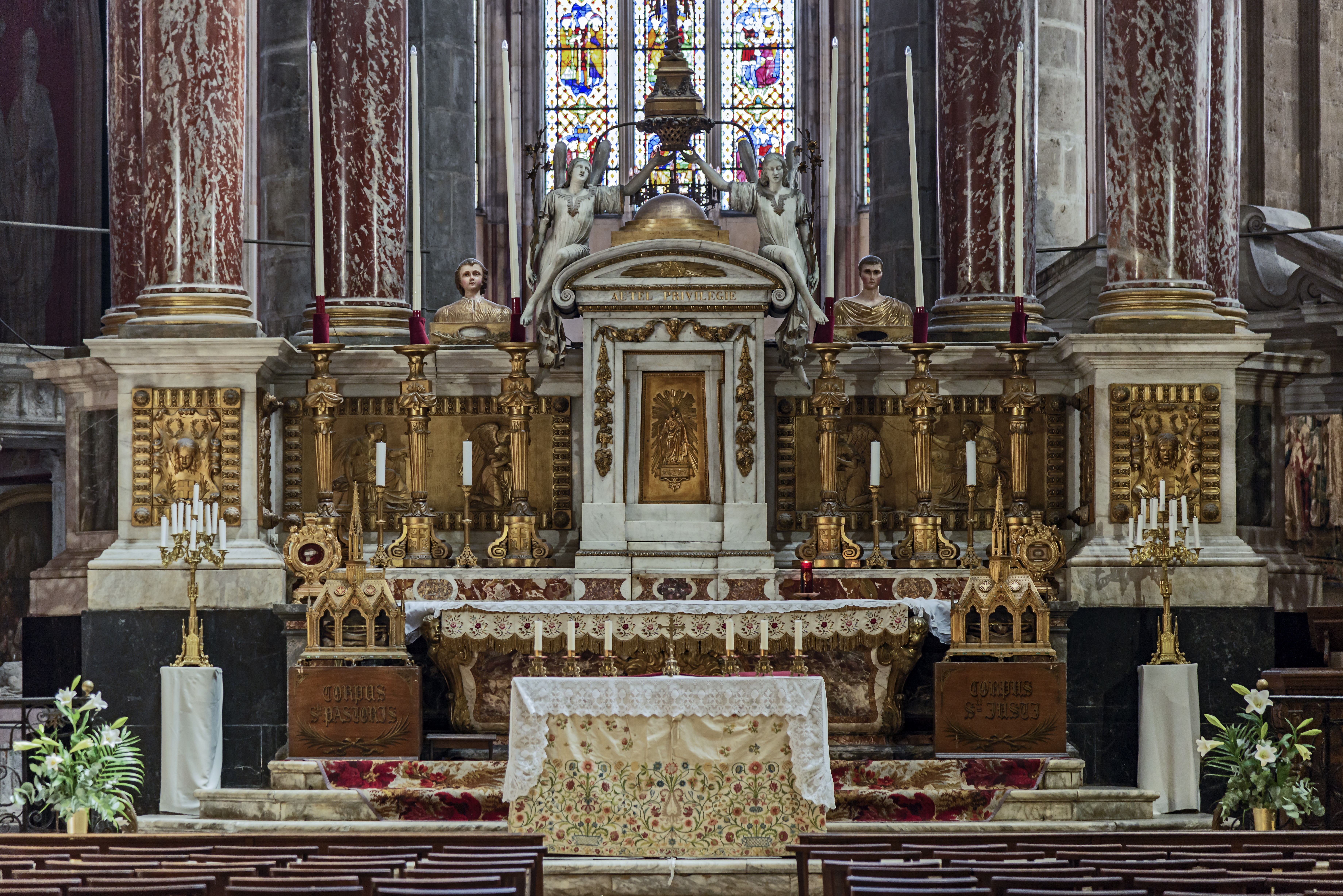
Le maître-autel et le retable.
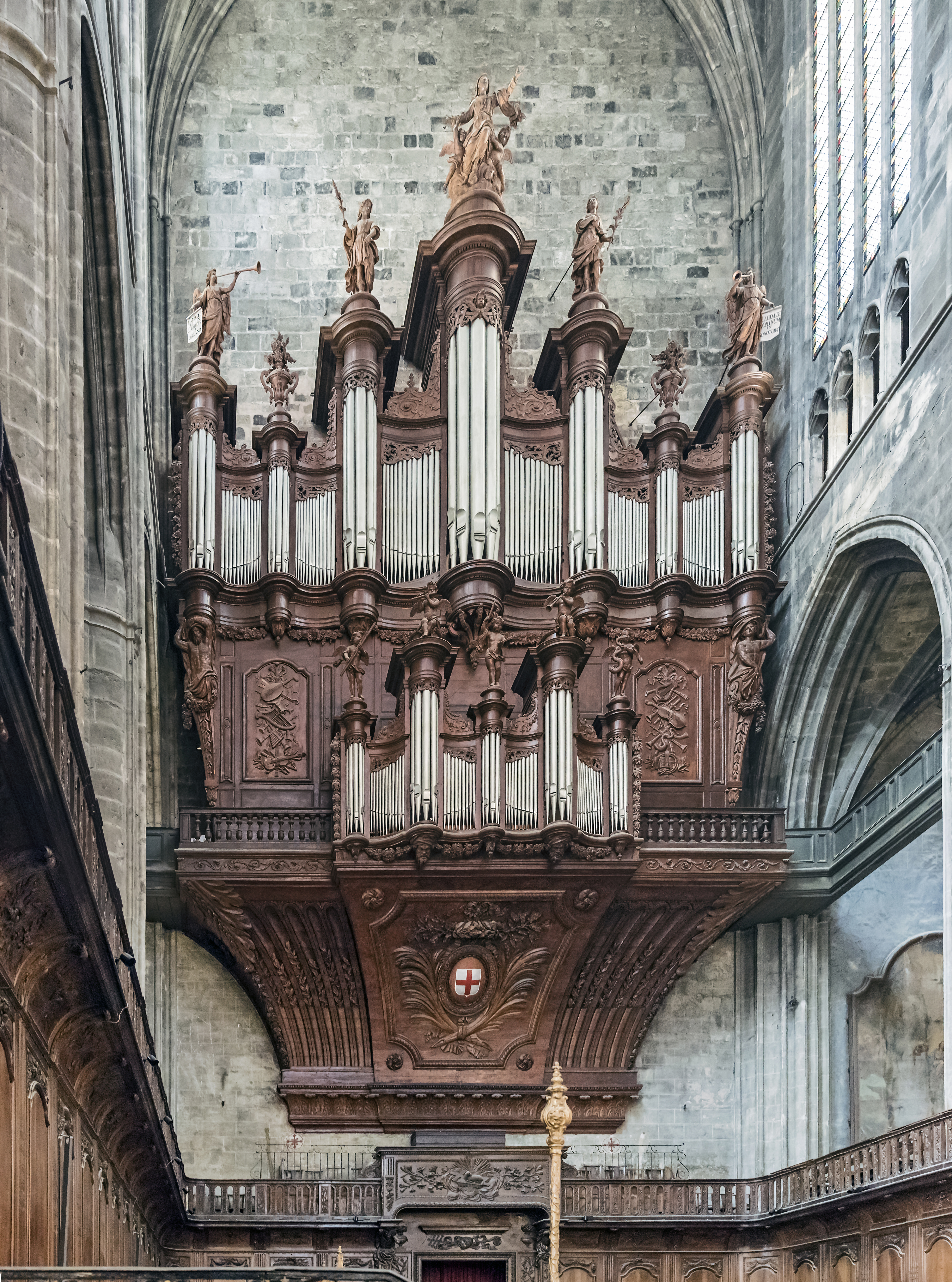
Le grand orgue.

### Les cloches
Déjà à la fin du XVIIIe siècle les carillonneurs de la dynastie Alard pouvaient jouer sur le carillon de la cathédrale marches, menuets et chants d'église. Aujourd'hui, elle est dotée d'un carillon de 36 cloches fondues pour la plupart par la fonderie Paccard en 1931 et rapatriées de l'Algérie en 1982. Ce carillon a été rénové en 2013.
Les quatre cloches équipées en volée sonnent en lancé-franc et ont été fondues par les fondeurs Triadou-Amans et Paccard. Elles datent respectivement de 1817, 1886, 1982 et 1886 et ont un diamètre de 130 cm (note ré#3), 112 cm (note fa#), 100 cm (note sol#) et 84 cm (note la#).
Le bourdon ou cloche de l'horloge est placé au sommet de la tour du Midi sur la terrasse, fondu en 1527 par Jean Largoys (à Montauban), il est entouré d'une cage ou armature de fer de type campanile. Il n'est pas disposé pour être mis en mouvement et sert uniquement de tintement pour les heures de l'horloge. D'un diamètre légèrement supérieur à 2 mètres, il est la plus grosse cloche du Languedoc-Roussillon avec celle du campanile de la cathédrale Saint-Jean-Baptiste de Perpignan.

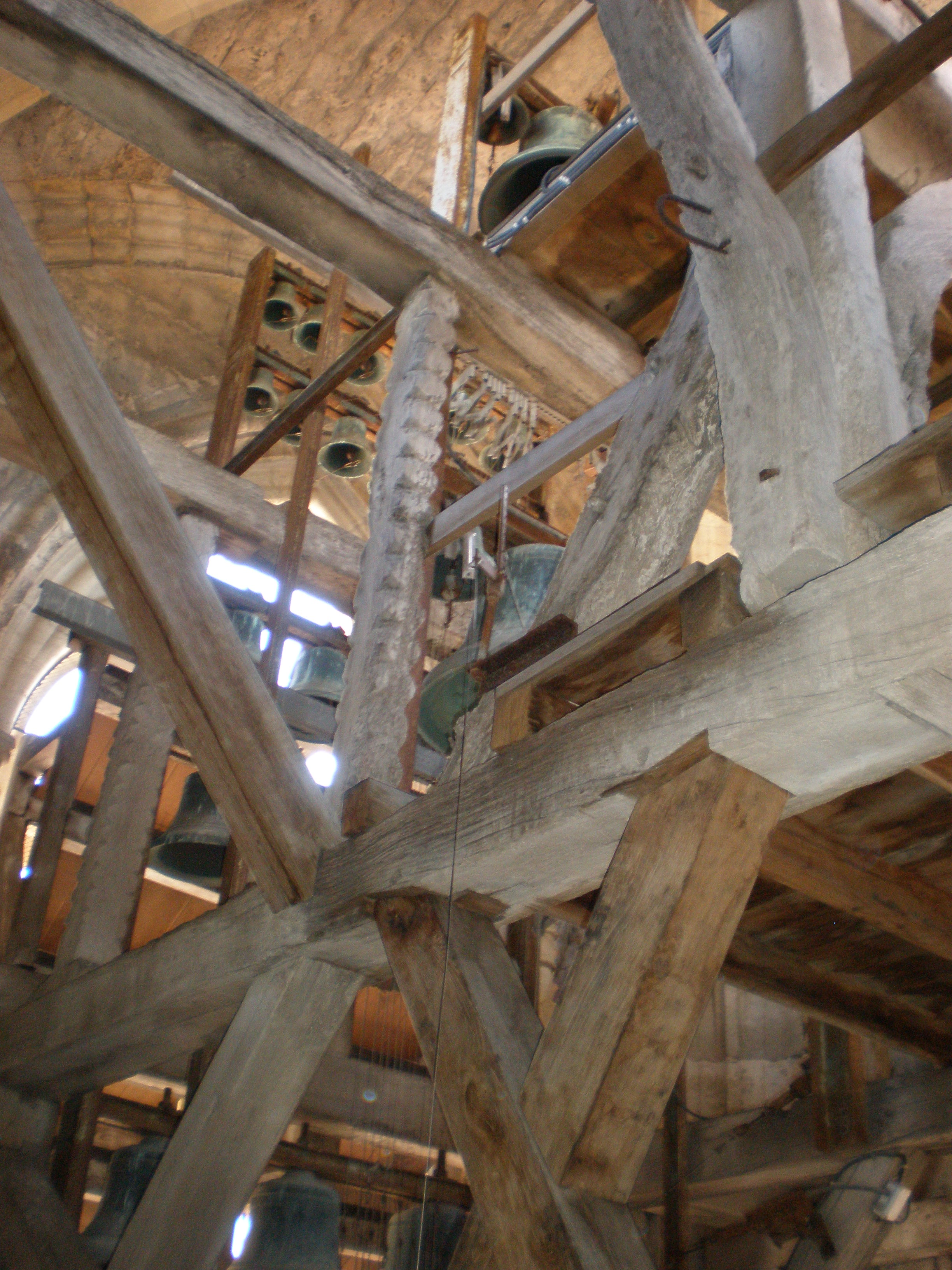
Le beffroi en chêne supportant les 36 cloches du carillon
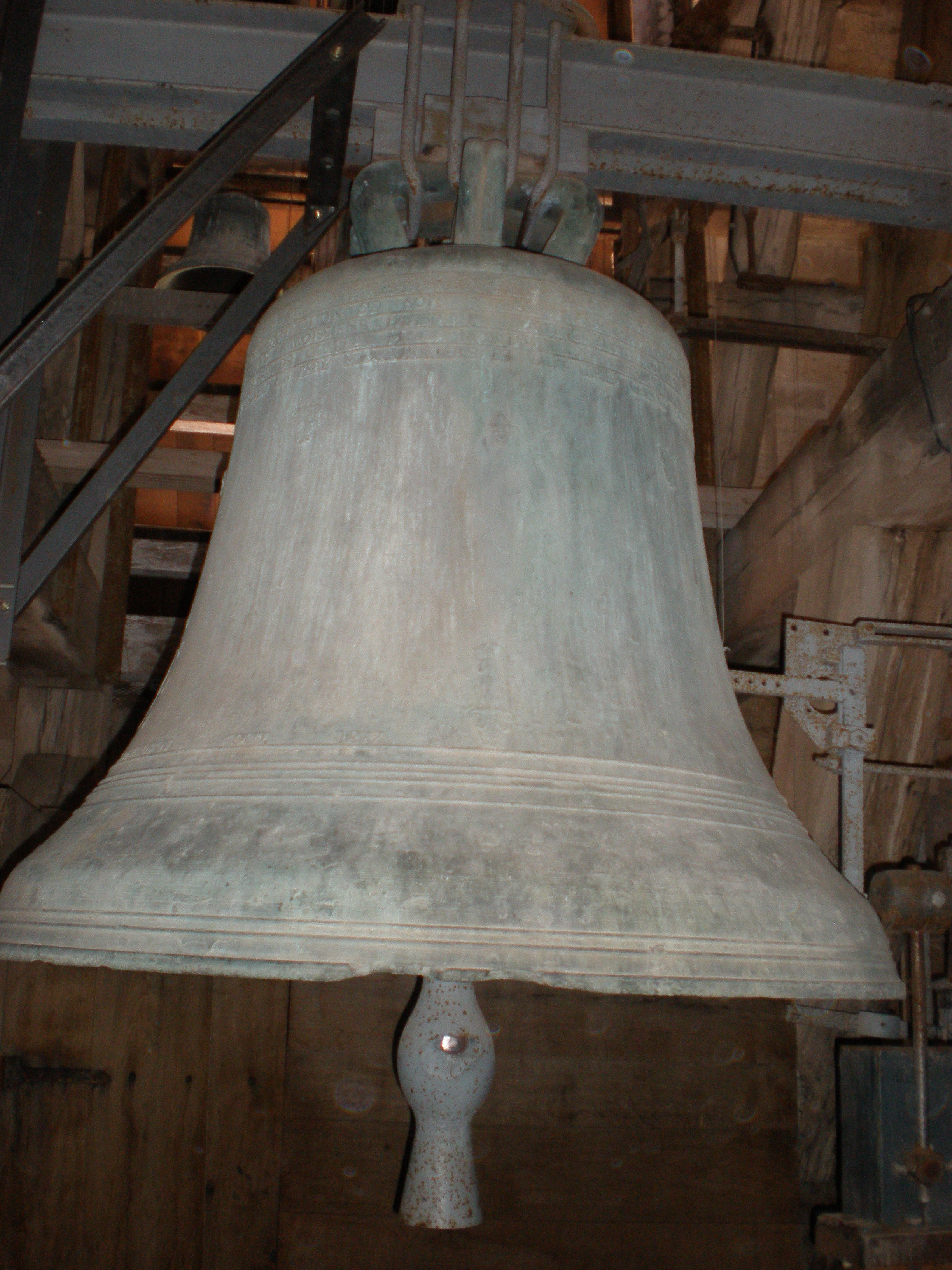
Le bourdon (ré#3)
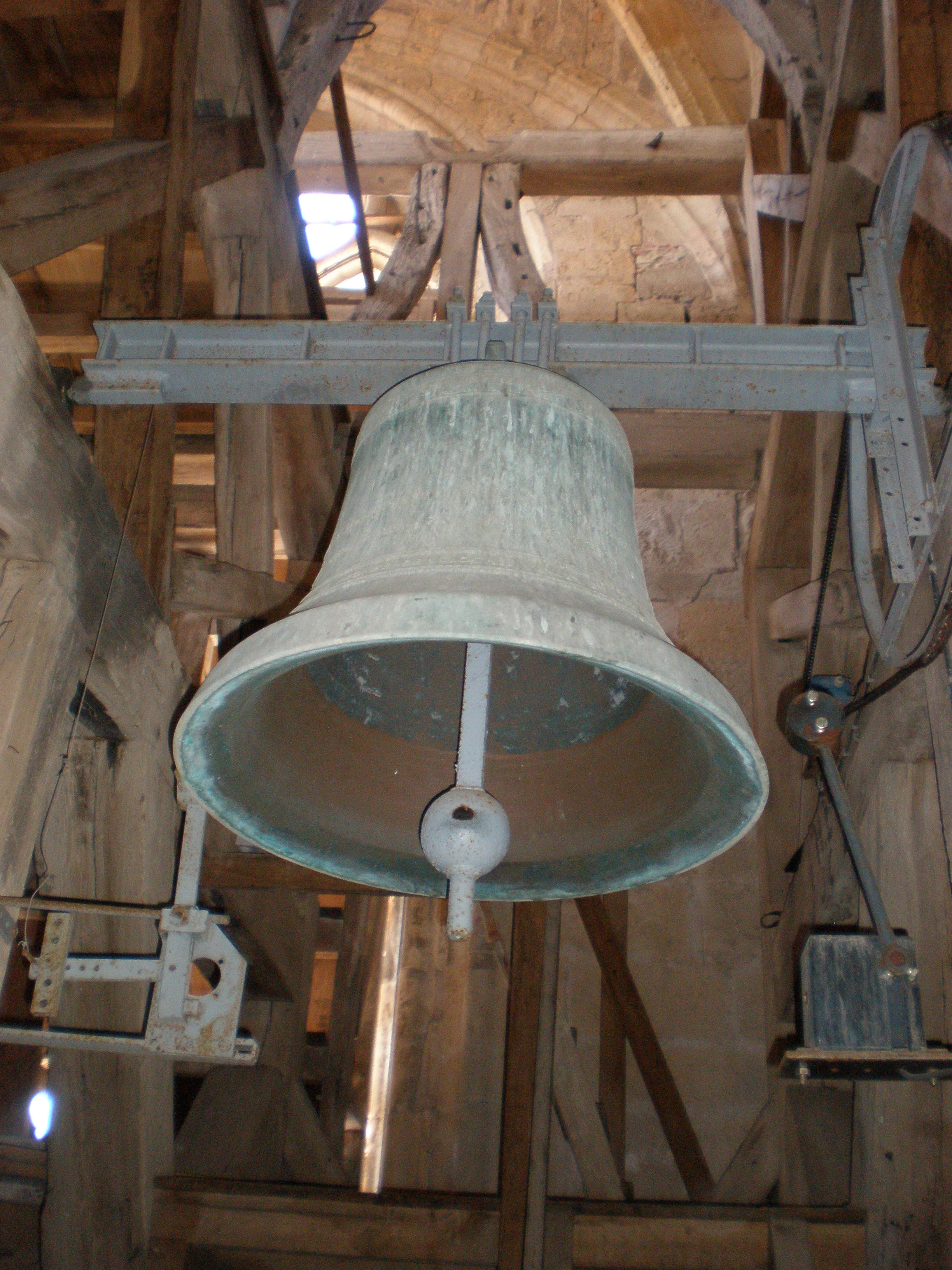
Cloche no 3 (sol#3)
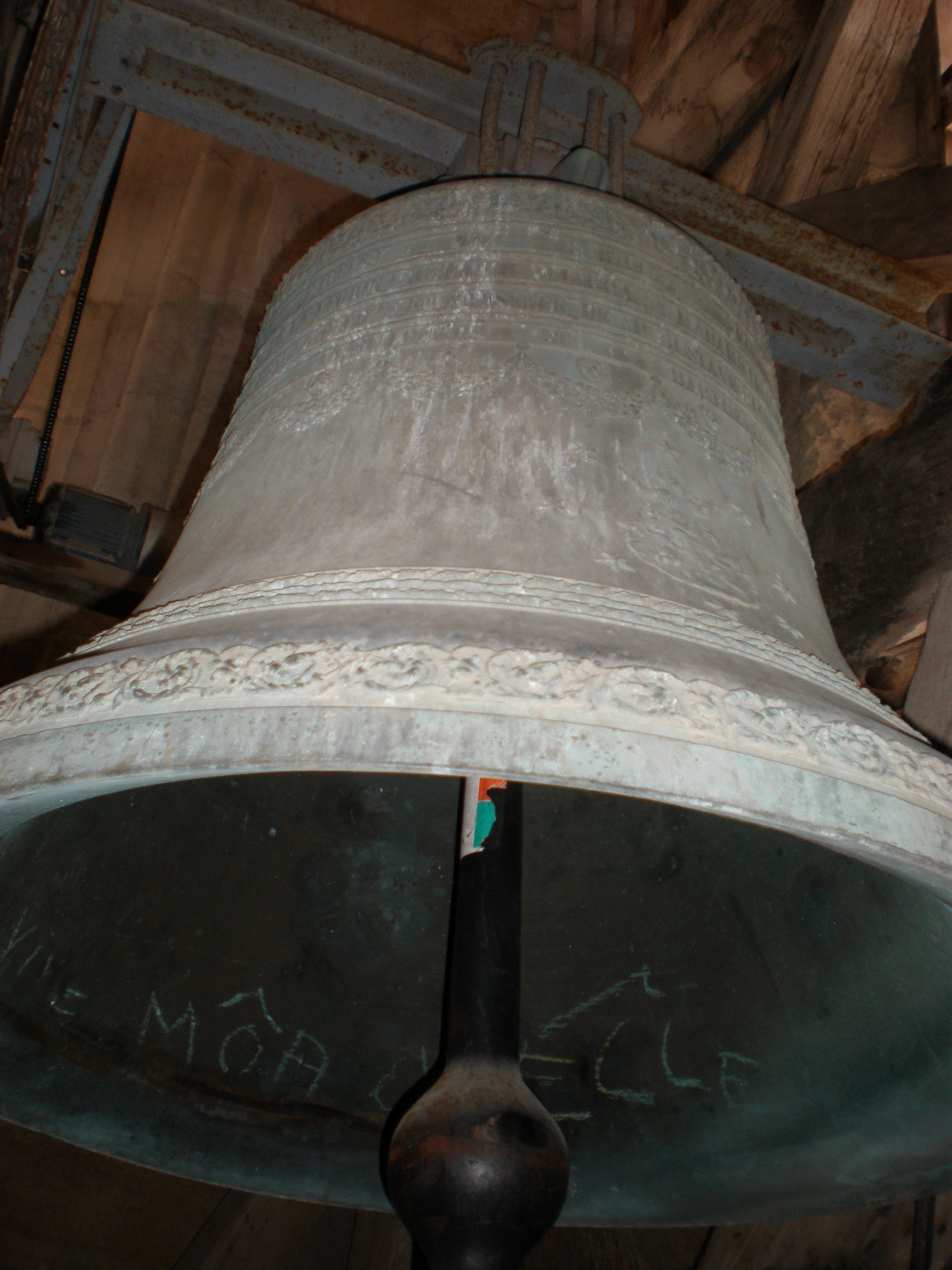
Cloche no 2 (fa#3)
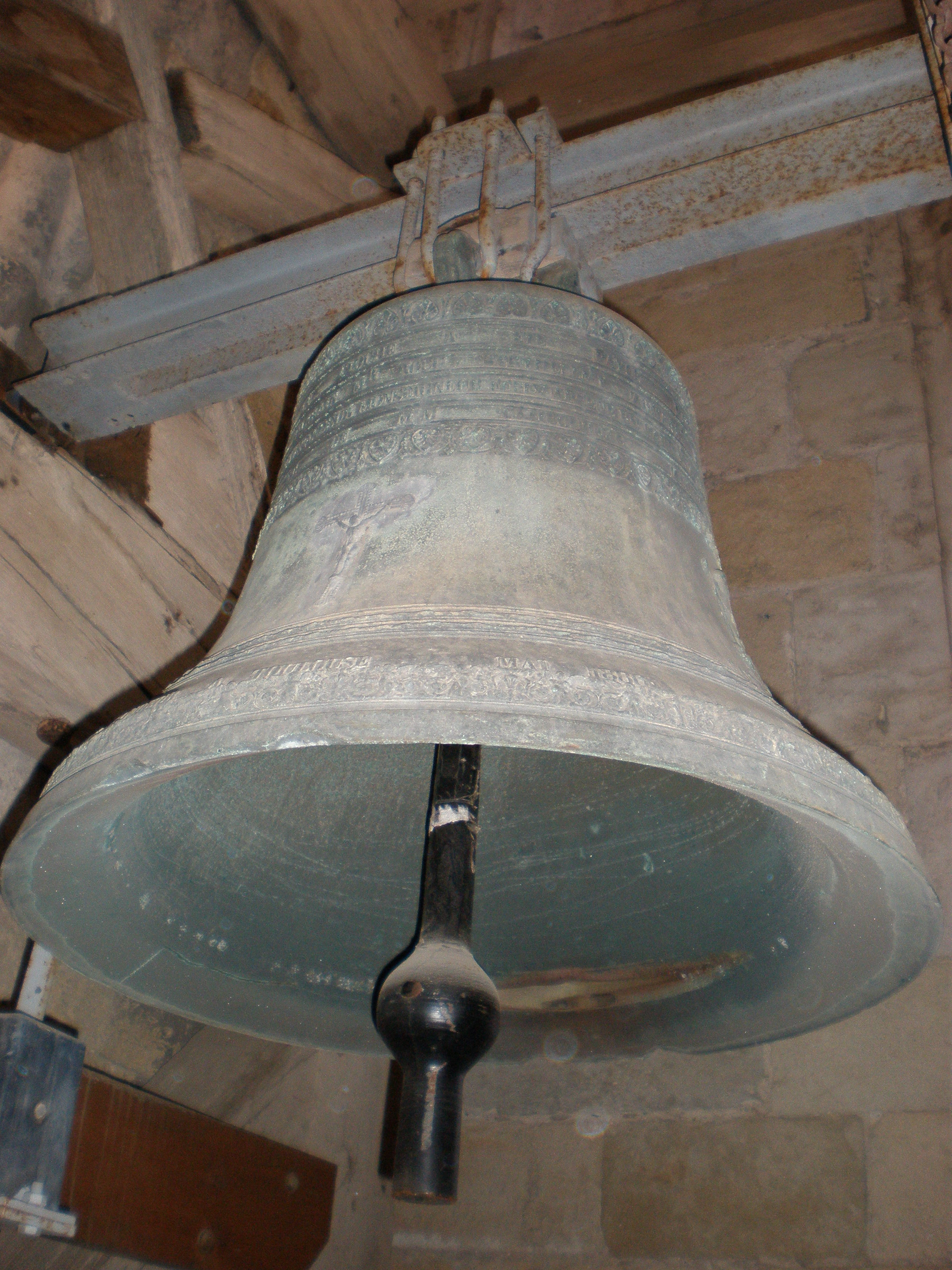
Cloche no 4 (la#3)